# Magnolia (geslacht)

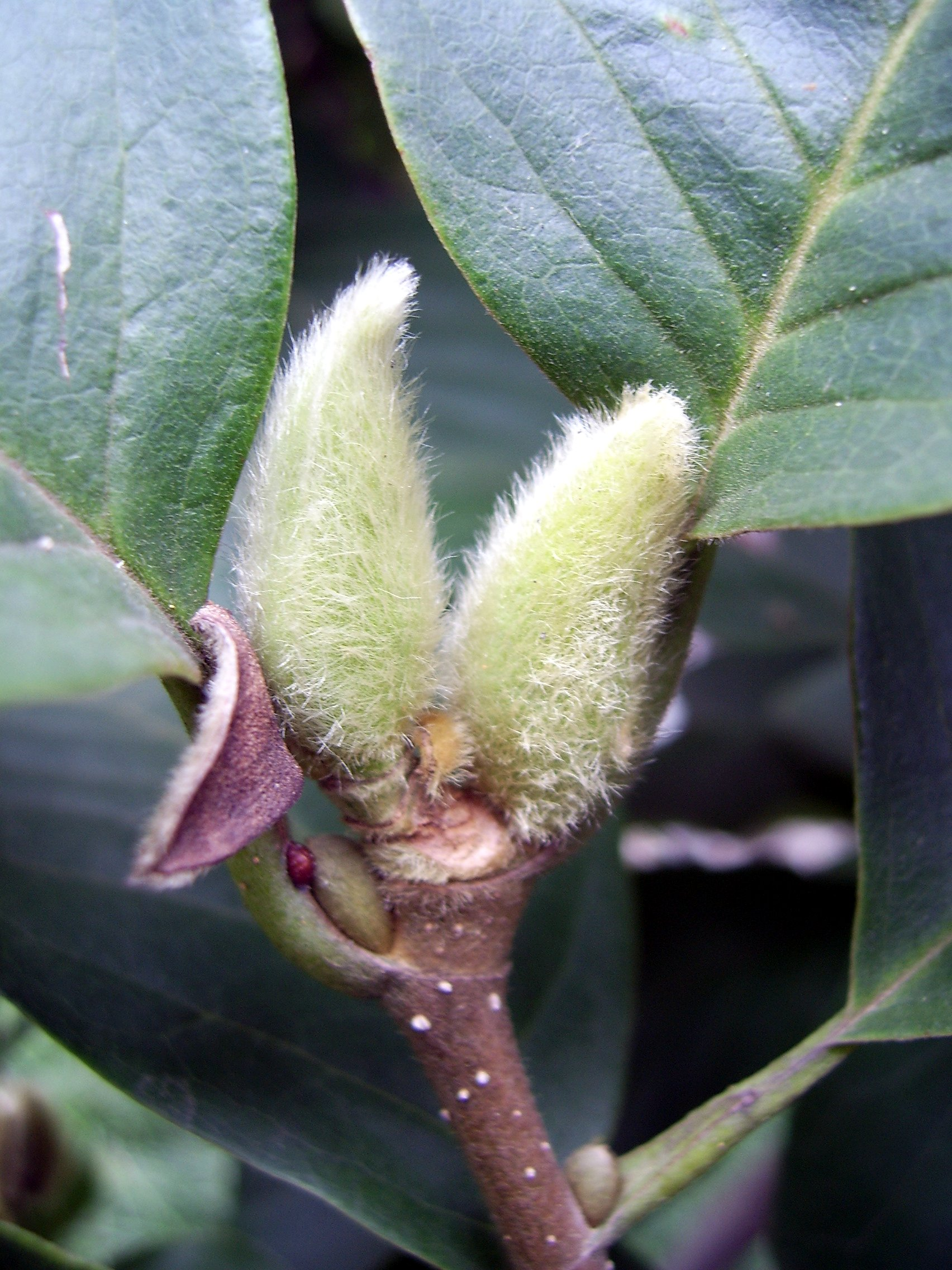
Twijg, blad en knoppen van Magnolia (Yulania) denudata. Let op de lenticellen op de twijg en op het langgerekte litteken van een steunblaadje op de bladsteel van het onderste blad.

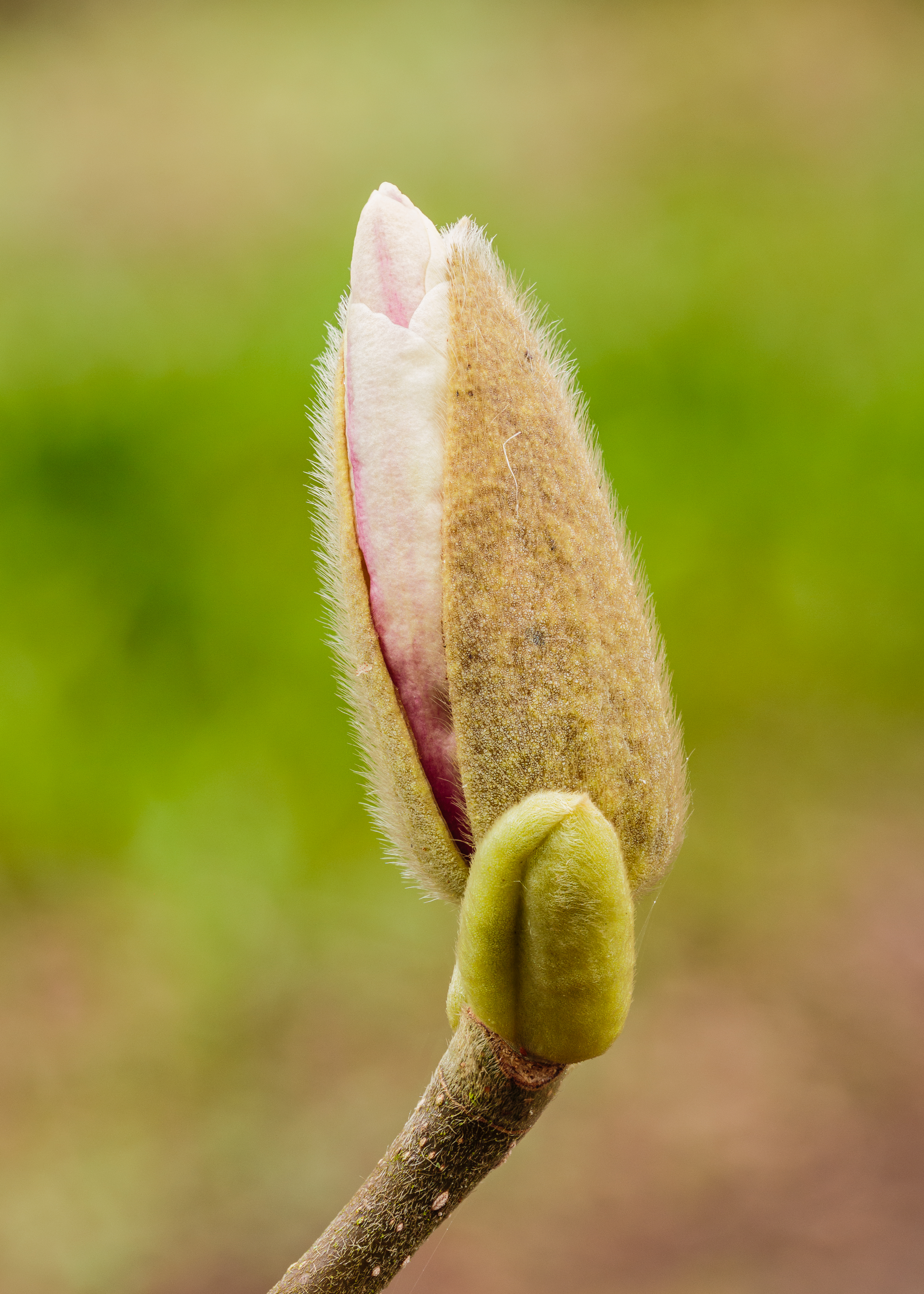
Bloemknop van een Magnolia

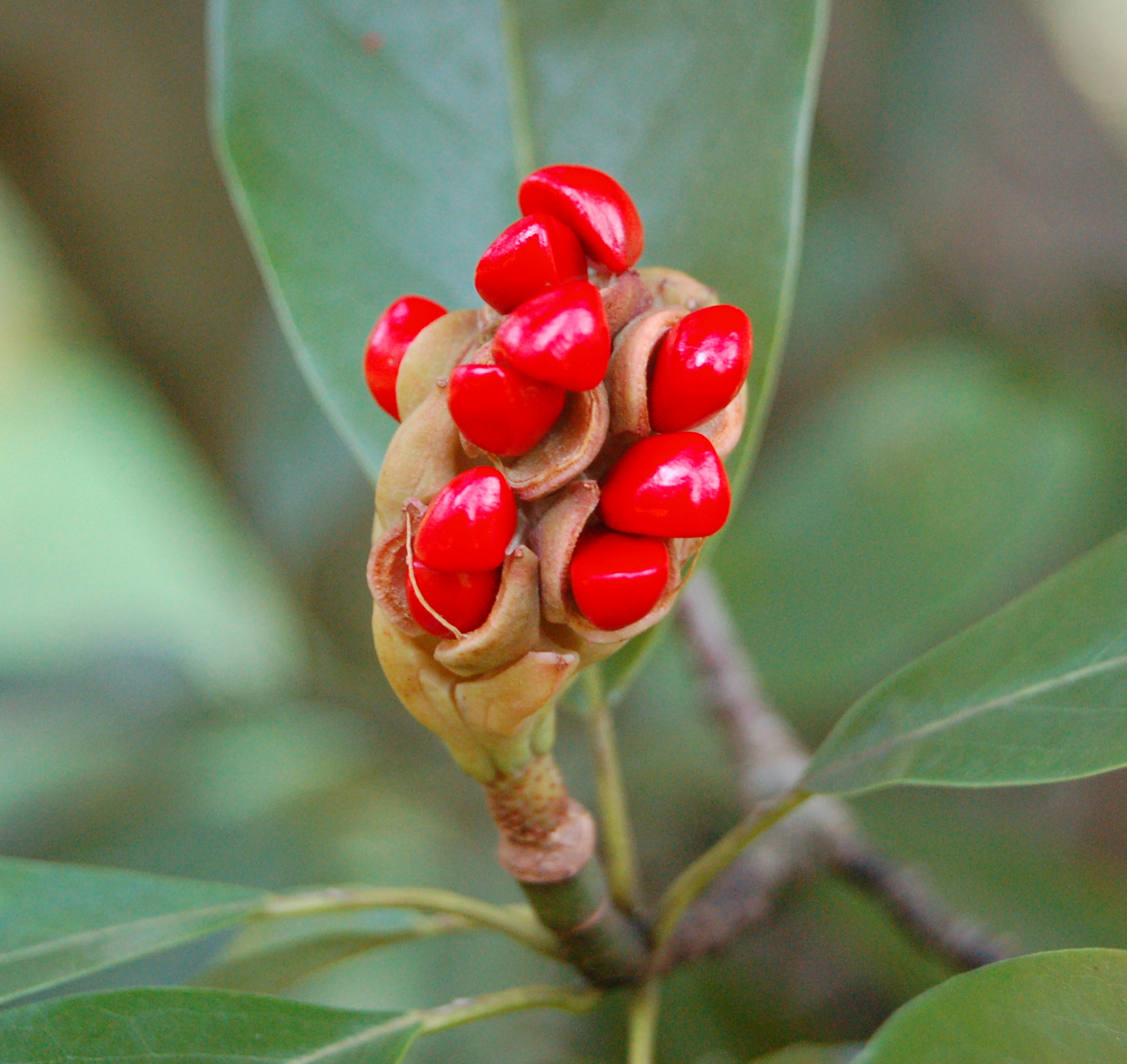
Rijpe zaden van Magnolia virginiana.

Magnolia (Nederlandstalige naam beverboom) is de naam van het typegeslacht van de Magnoliafamilie (Magnoliaceae). Het geslacht is in West-Europa niet inheems en is hier het bekendst vanwege de rijk bloeiende soorten en kruisingen die in veel tuinen en parken zijn aangeplant.
Magnolia's hebben ongedifferentieerde bloembladeren: de bloemen hebben een bloemdek bestaande uit bloemdekbladeren (tepalen). De bloemdekbladeren, de meeldraden en de vruchtbeginsels zijn spiraalsgewijs op de kegelvormige bloemas ingeplant. Deze bloembouw komt overeen met de oudst bekende fossiele bloemen en duidt erop dat de oorsprong van de groep in de buurt van de eerste bloemplanten moet liggen.
In de indeling van de Tulpenboomfamilie die tot het eind van de twintigste eeuw gangbaar was, was Magnolia een van de grotere geslachten van de onderfamilie Magnolioideae. Met de introductie van moleculaire technieken voor onderzoek naar verwantschappen (DNA-sequencing) werd duidelijk dat het geslacht parafyletisch was. Daarmee is de omgrenzing van het geslacht Magnolia in beweging gekomen. De benadering die door de meeste taxonomen wordt gekozen, is om alle andere geslachten van de Magnolioideae samen te voegen met het oorspronkelijke geslacht Magnolia, waarmee dan één groot geslacht ontstaat dat wél monofyletisch is, en ongeveer 300 soorten telt.

## Kenmerken
Het geslacht Magnolia bestaat uit groenblijvende of bladverliezende bomen en struiken met grote, doorgaans opvallende bloemen.

### Twijgen
Magnolia's hebben twijgen die bij kneuzing sterk aromatisch zijn, vaak met een anijsachtige geur. Daarnaast dragen ze veel, meestal elliptische, lenticellen die in de lengterichting van de twijg liggen.

### Knoppen
De blad- en bloemknoppen van Magnolia's zijn omgeven door een of meer harde, meestal sterk behaarde schubben (perulae). De bloemknoppen zijn daarnaast ook nog eens omgeven door een of meer vliezige, meestal ook behaarde, schutbladen (bracteae). De perulae en bracteae worden bij het uitlopen snel bruin en vallen dan af, waarbij ze op de twijg een ringvormig litteken achterlaten.

### Bladeren
De bladeren staan afwisselend op de stengel. De bladsteel draagt aan beide zijden twee steunblaadjes (stipulae) die vaak verbonden zijn met de bladsteel, en daarop dan bij het afvallen een litteken (cicatrix annularis) achterlaten. Bij de meeste soorten vallen de steunblaadjes snel af. De bladeren zijn nooit gedeeld en vrijwel altijd volledig gaafrandig. Alle soorten hebben een ovaal tot langwerpig-ovaal blad. Enkele soorten hebben een bladschijf die aan de basis lobben heeft (geoord blad), en enkele soorten hebben een bladschijf die aan de top twee lobben heeft. Veruit de meeste soorten hebben een blad dat zich gelijkmatig vanuit de bladsteel verbreedt en aan de top uitloopt in een punt.

### Bloemen
De bloemen van Magnolia's hebben ongedifferentieerde bloembladeren, wat wil zeggen dat ze geen afzonderlijke kelkbladeren (sepalen) en kroonbladeren (petalen) hebben, maar een bloemdek bestaande uit zes of meer bloemdekbladeren (tepalen). In tegenstelling tot de meeste bloemplanten, waarbij de bloemdelen in opeenvolgende kransen zijn gerangschikt, zijn bij de Magnolia's de bloemdekbladeren, de meeldraden en de vruchtbeginsels spiraalsgewijs op een kegelvormige bloemas ingeplant. De bloemen zijn doorgaans tweeslachtig, met uitzondering van die van de soorten in subgenus Magnolia sectio Kmeria (genus Kmeria) en subgenus Gynopodium sectio Gynopodium (genus Parakmeria). Bij de meeldraden is geen duidelijke differentiatie tussen de helmdraad (filament) en de helmhokken: de helmhokken vormen een onderdeel van de zijkant van de helmdraad. Magnolia's hebben veel meeldraden en doorgaans ook veel vruchtbeginsels. De bestuiving geschiedt door kevers. De vruchtbeginsels hebben een dikke wand, die ze beschermt tegen de kevers die erover kruipen en eraan knagen.
De bloemen van Magnolia's hebben de volgende bloemformule:  CaCo3(x) A∞ G∞

### Vruchten en zaden
De vrucht van een Magnolia is een verzamelvrucht. Ieder vruchtbeginsel groeit uit tot een bes. Van onbevruchte vruchtbeginsels blijft de bes evenwel klein of verschrompelt zelfs, wat in subsectie Yulania vaak zeer onregelmatig gevormde verzamelvruchten tot resultaat heeft. Bij de rijpe vrucht van een Magnolia is het deel van de bloemas waaraan de bessen zitten (de gynophoor) uitgegroeid. De bessen zijn vaak met elkaar vergroeid maar niet altijd: in de meeste Michelia-soorten groeit de gynophoor zo ver uit, dat de afzonderlijke bessen ook bij rijpheid los van elkaar blijven. Als de zaden rijp zijn, barsten bij veel soorten de bessen overlangs open langs een groef die aan de buitenkant in de lengterichting loopt, waarna de altijd felgekleurde zaden tevoorschijn komen. De zaden blijven middels een flexibele draad nog gedurende een dag of meer met de vrucht verbonden en hangen dan naar buiten. Bij sommige subsecties van Magnolia (Blumiana, Talauma, Dugandiodendron en Aromadendron) barsten de bessen niet overlangs open, maar valt het buitenste gedeelte er in z'n geheel af, vaak samen met dat van de aangrenzende bessen.
De rijpe zaden hebben een harde, meestal erg donkere tot zwarte, zaadhuid, waaromheen een vettige en zachte zaadmantel (arillus) zit, met een leerachtige glanzende huid die vrijwel altijd fel rood of oranje gekleurd is.

voorbeelden van vruchten
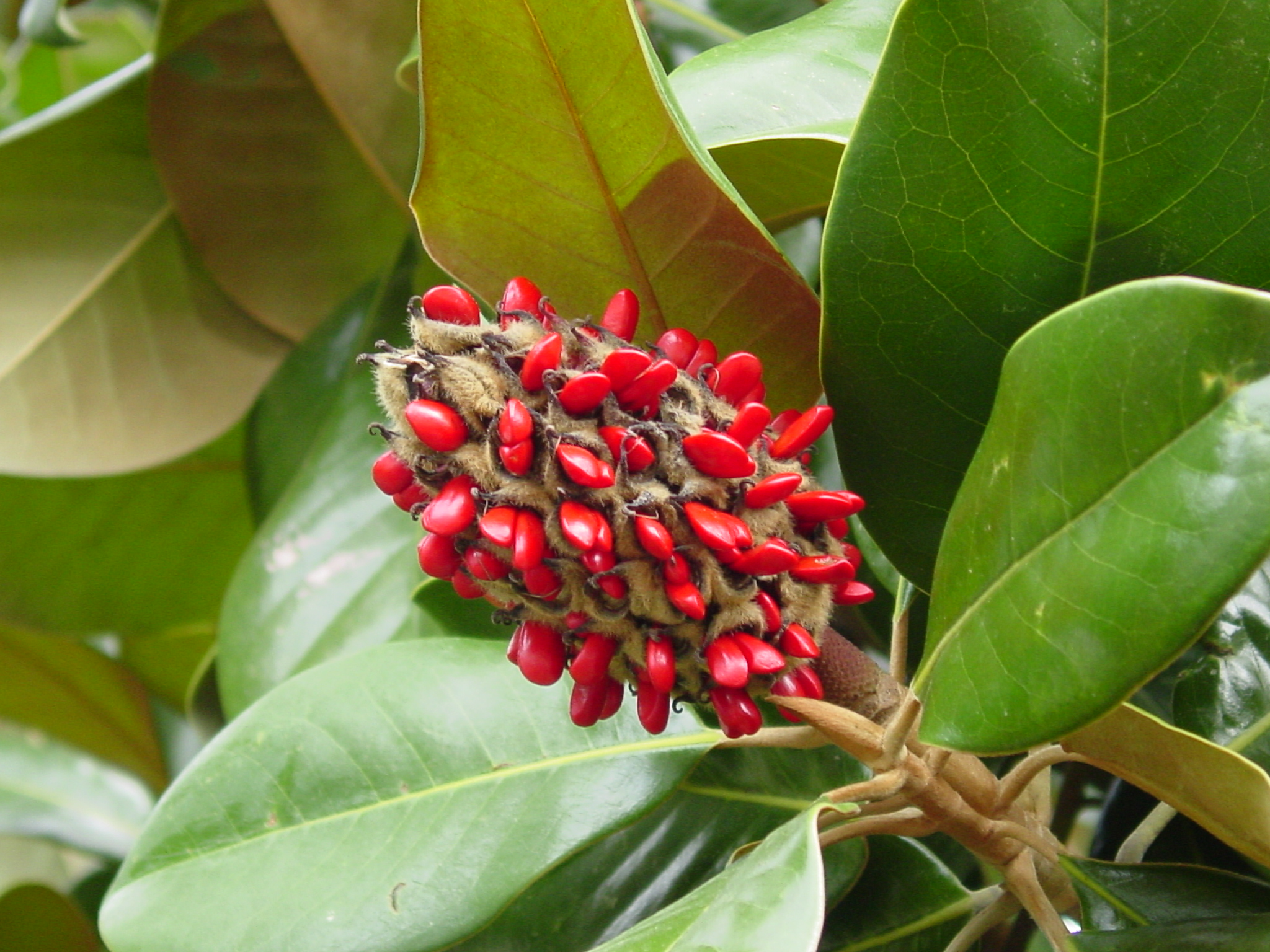
Verzamelvrucht van Magnolia grandiflora met opengesprongen bessen waardoor de zaden, bedekt door een zaadmantel met een fel gekleurde huid, zichtbaar worden.
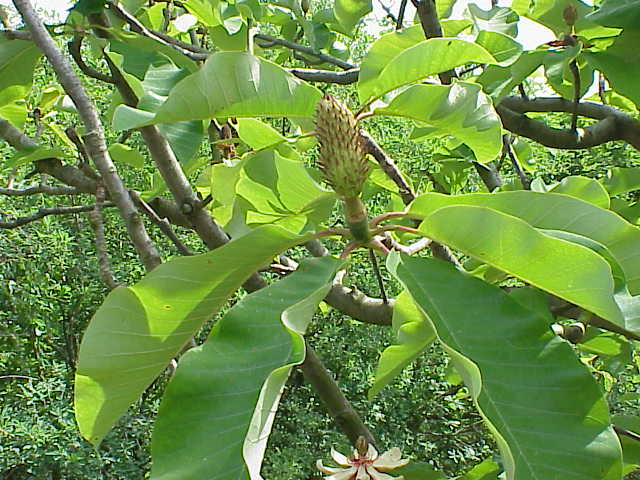
Kenmerkende symmetrische verzamelvrucht van Magnolia obovata.
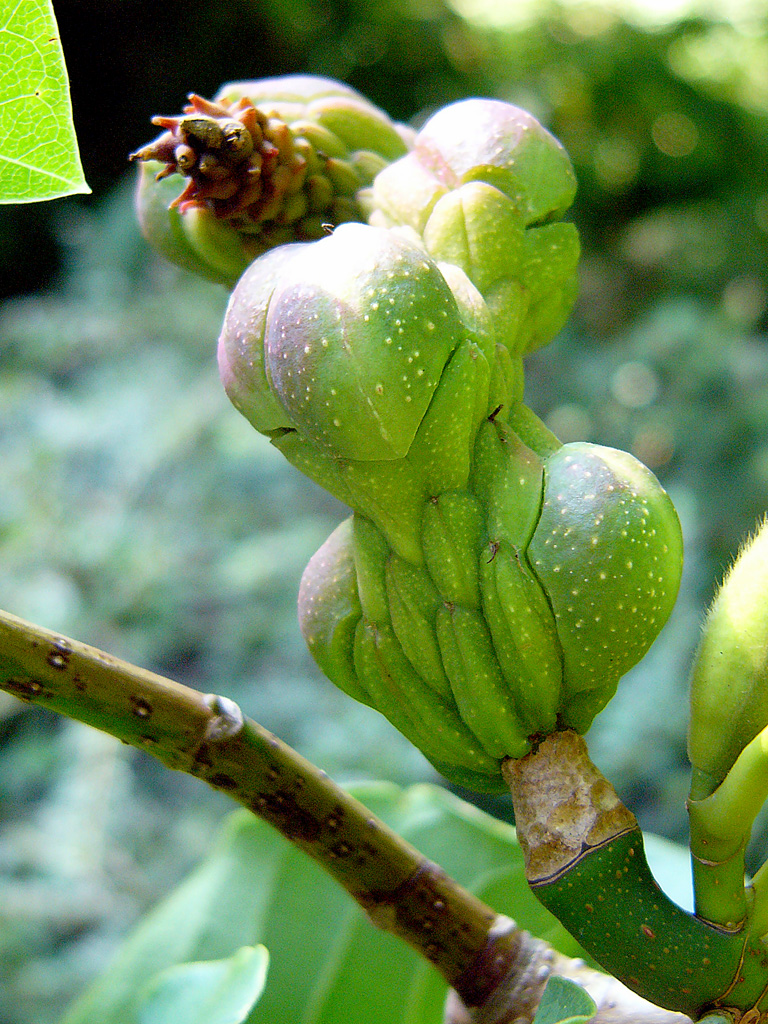
Asymmetrische verzamelvrucht, typisch voor subsectie Yulania; de asymmetrie is het gevolg van het niet rijpen van een deel van de (onbevruchte) bessen.
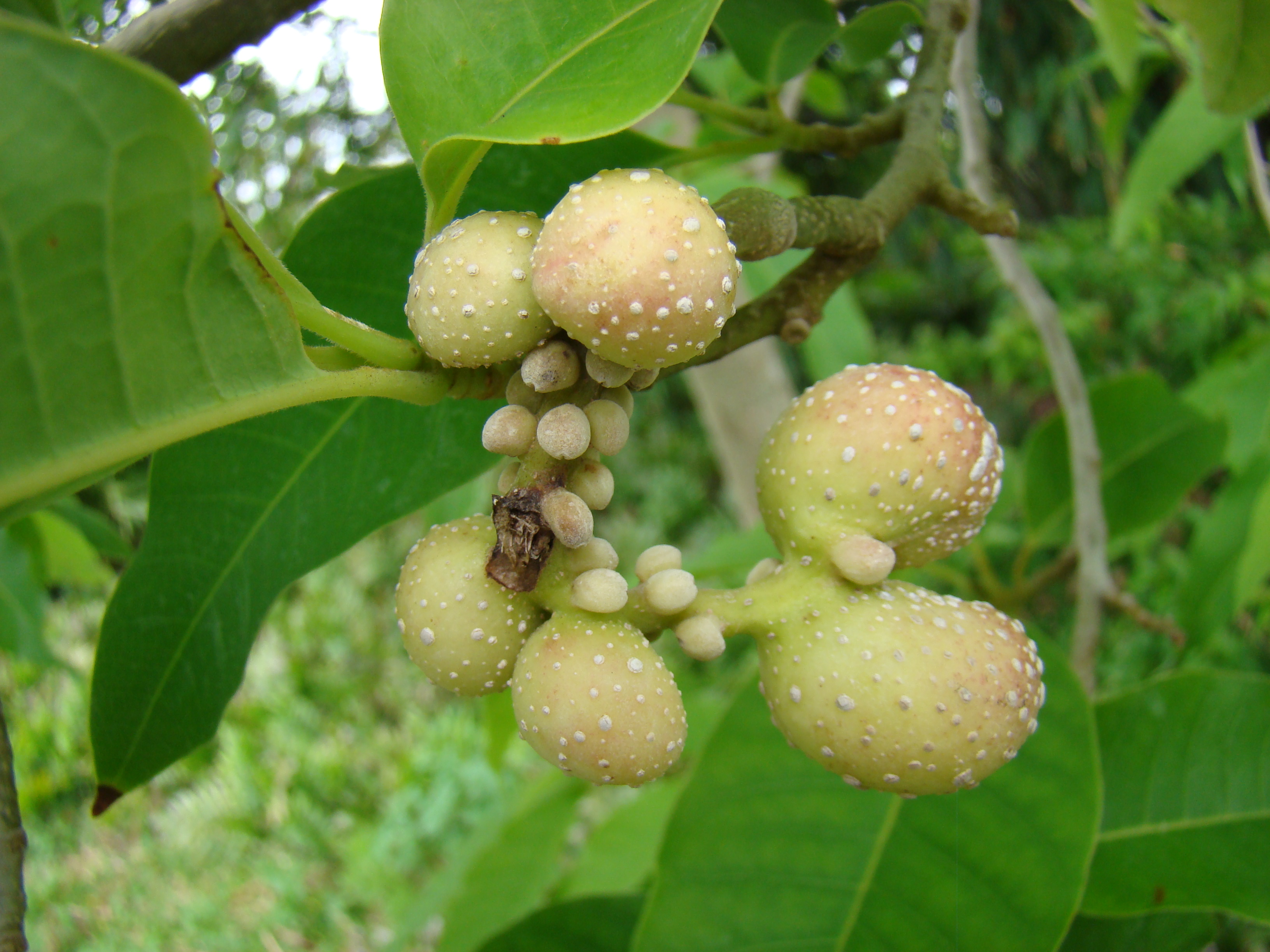
Samengestelde vrucht van Magnolia (Michelia) champaca met uitgegroeide bevruchte en kleine onbevruchte bessen.

## Voorkomen
Recent (holoceen) komen Magnolia's voor in het oosten en zuidoosten van Noord-Amerika, in Mexico, Centraal-Amerika, het tropisch deel van Zuid-Amerika en in de Caraïben. Het zwaartepunt van de moderne verspreiding ligt in China, Indochina en Malesië, en verder komen Magnolia's voor in het zuiden en oosten van India, in Sri Lanka, in Korea en in Japan.

## Ouderdom
De bloembouw van Magnolia's komt overeen met die van de oudst bekende fossiele bloemen en duidt erop dat de oorsprong van de groep in de buurt van de eerste bloemplanten moet liggen. Fossiele vondsten van soorten uit het geslacht Magnolia of een onmiddellijke voorloper daarvan, zijn gemeld uit het Boven-Krijt. Een soort met Magnolia-achtige bloemen en zaden, maar met diep gelobd blad (Archaeanthus linnenbergeri) wordt gerapporteerd uit de Dakotaformatie van het Cenomanien (100-95 miljoen jaar geleden), de oudste formatie van het Boven-Krijt in Centraal-Kansas. Het geslacht moet dus zo rond de honderd miljoen jaar geleden ontstaan zijn. Overigens zijn erg veel fossiele bladeren die een bladvorm en nervatuur hebben die gelijk is aan die van moderne Magnolia's aan dit geslacht toegeschreven maar die determinaties zijn niet erg betrouwbaar. Bloemen, vruchten en zaden, ook fossiel, kunnen echter wel met vrij grote betrouwbaarheid worden gedetermineerd.

## De naam Magnolia

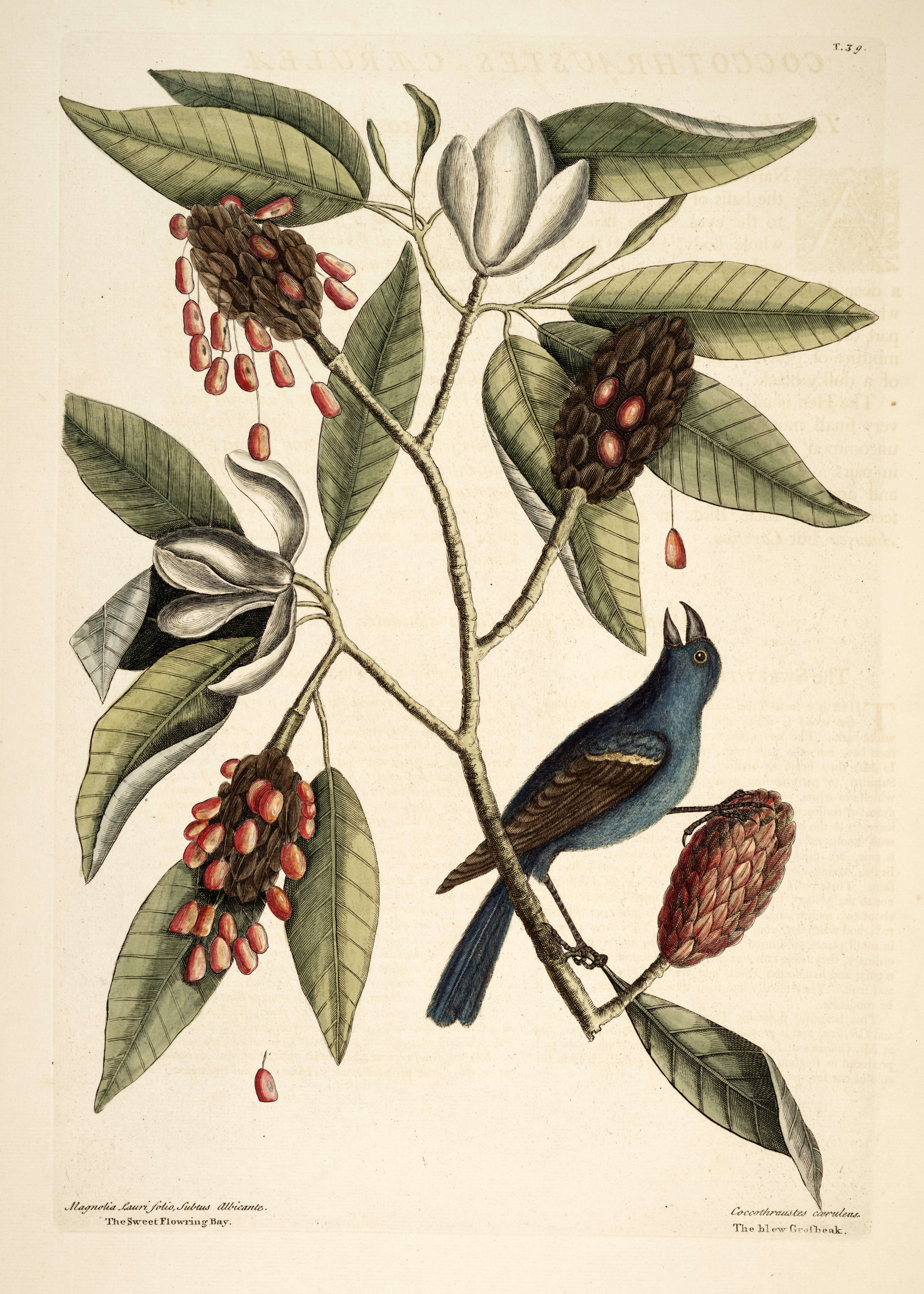
Catesby's plaat van de soort die we nu als Magnolia virginiana kennen.

Magnolia is een eponiem van Pierre Magnol (1638-1715). De Franse botanicus Plumier introduceerde de naam in 1703, toen hij een soort van het tropische eiland Martinique vernoemde naar de in die tijd beroemde botanicus uit Montpellier. De geslachtsnaam werd in 1730 overgenomen in plaat 39 van Mark Catesby's The Natural History of Carolina etc.. en in 1732 in plaat 168 van Hortus Elthamensis van Johann Jacob Dillenius. De wetenschappelijke namen in beide werken waren verzorgd door William Sherard, die daarmee als eerste de naam van de tropische Magnolia van Plumier gebruikte voor de soort uit de gematigde streken die later het type van het geslacht werd.
In 1735 nam Linnaeus de naam over in de eerste druk van zijn Systema Naturae. In dat werk nam hij alleen de naam Magnolia op, met een verwijzing naar Plumier. Op dezelfde regel vermeldde hij Tulipifera als een synoniem. Die laatste naam werd toen gebruikt voor het geslacht dat we nu als Liriodendron (tulpenboom) kennen en dat al in 1687 door Paul Hermann in Horti Academici Lugduno-Batavi Catalogus was beschreven en afgebeeld, dat alles overigens zonder bloemen. Het is niet bekend of Linnaeus de Liriodendron ook heeft gezien in de hortus van Leiden, maar uit het feit dat hij de twee namen als synoniemen behandelde, blijkt dat hij op dat moment slechts een vaag idee van de identiteit van Magnolia had.
De behandeling van het geslacht in Genera Plantarum van 1737 is veel gedetailleerder. Linnaeus had inmiddels in 1736 een maand bij Dillenius in Engeland doorgebracht en daar mogelijk de levende Magnolia gezien. Bovendien had hij ruim de gelegenheid gehad om in de bibliotheek van George Clifford kennis te nemen van Plumiers werk, van de Hortus Elthamensis van Dillenius, en van de Natural History van Catesby. Clifford bezat bovendien specimens van Magnolia virginiana en van Liriodendron tulipifera. In de eerste druk van Genera Plantarum worden Magnolia en Liriodendron dan ook als aparte geslachten behandeld, en bij Magnolia gaf Linnaeus behalve Plumier nu ook Dillenius als referentie. In de Hortus Cliffortianus, waarvan de tekst in hetzelfde jaar afkwam, verwees hij ook naar Catesby. Hij noemde daar onder het geslacht Magnolia maar één soort, en behandelde Plumiers naam als een synoniem voor de soort van Catesby en Dillenius. In de eerste druk van Species Plantarum (1753) beschreef Linnaeus ook één soort (Magnolia virginiana), maar nu met vijf variëteiten. De Magnolia van Dillenius en Catesby beschreef hij in dat werk als "var. glauca". Plumiers Magnolia wordt daar vermeld als synoniem voor var. foetida. Dit laatste taxon kennen we nu als Magnolia grandiflora. Linnaeus kende van Plumier alleen diens nogal povere afbeelding. Hij moet de afbeeldingen en specimens van vergelijkbare planten uit Carolina en Virginia voor dezelfde soort hebben gehouden.
Plumiers Magnolia, die uiteindelijk een heel andere soort dan Magnolia grandiflora bleek te zijn, draagt nu de naam Magnolia dodecapetala.

## Historische ontwikkeling van het geslacht

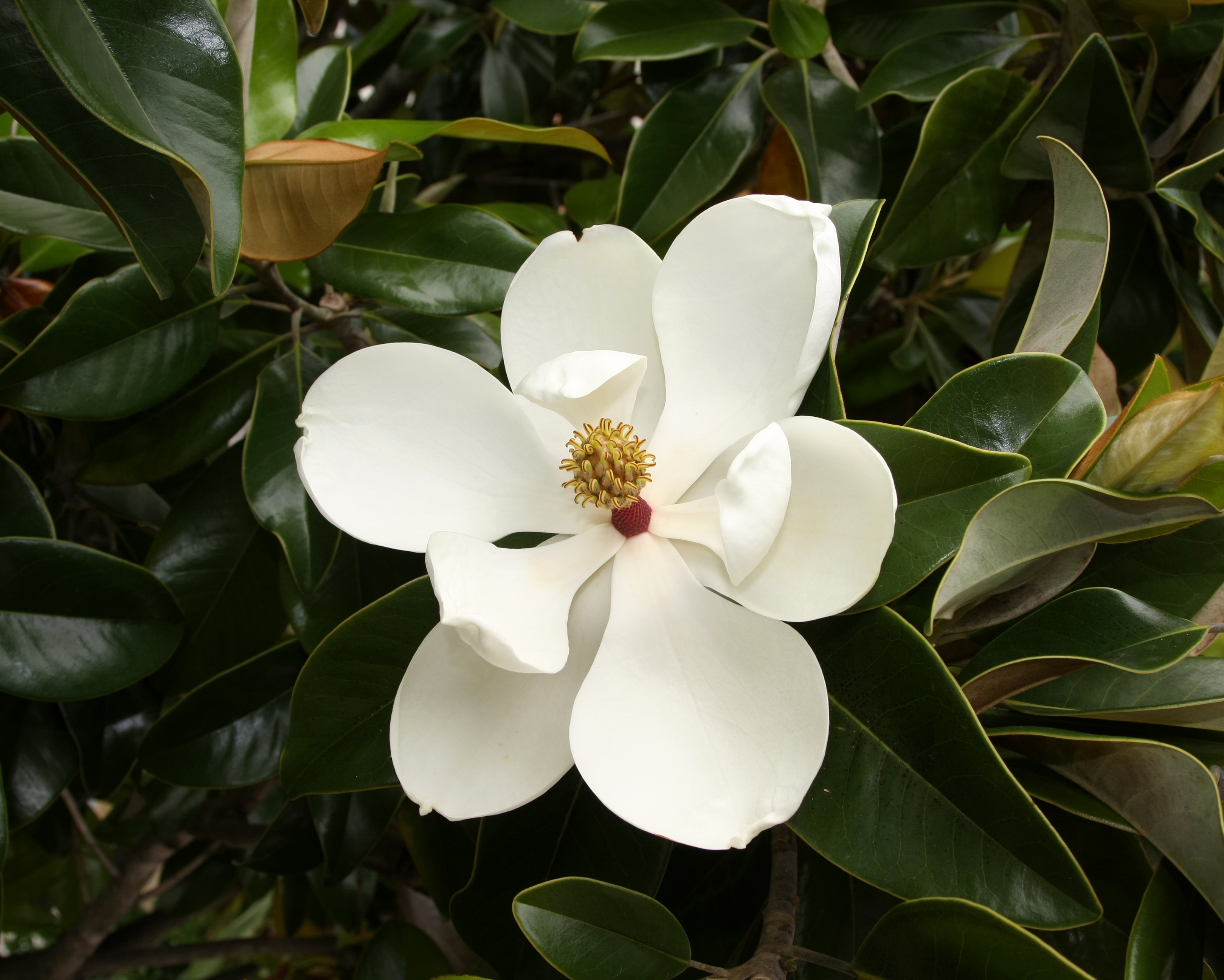
Magnolia virginiana var. foetida, beter bekend als Magnolia grandiflora.

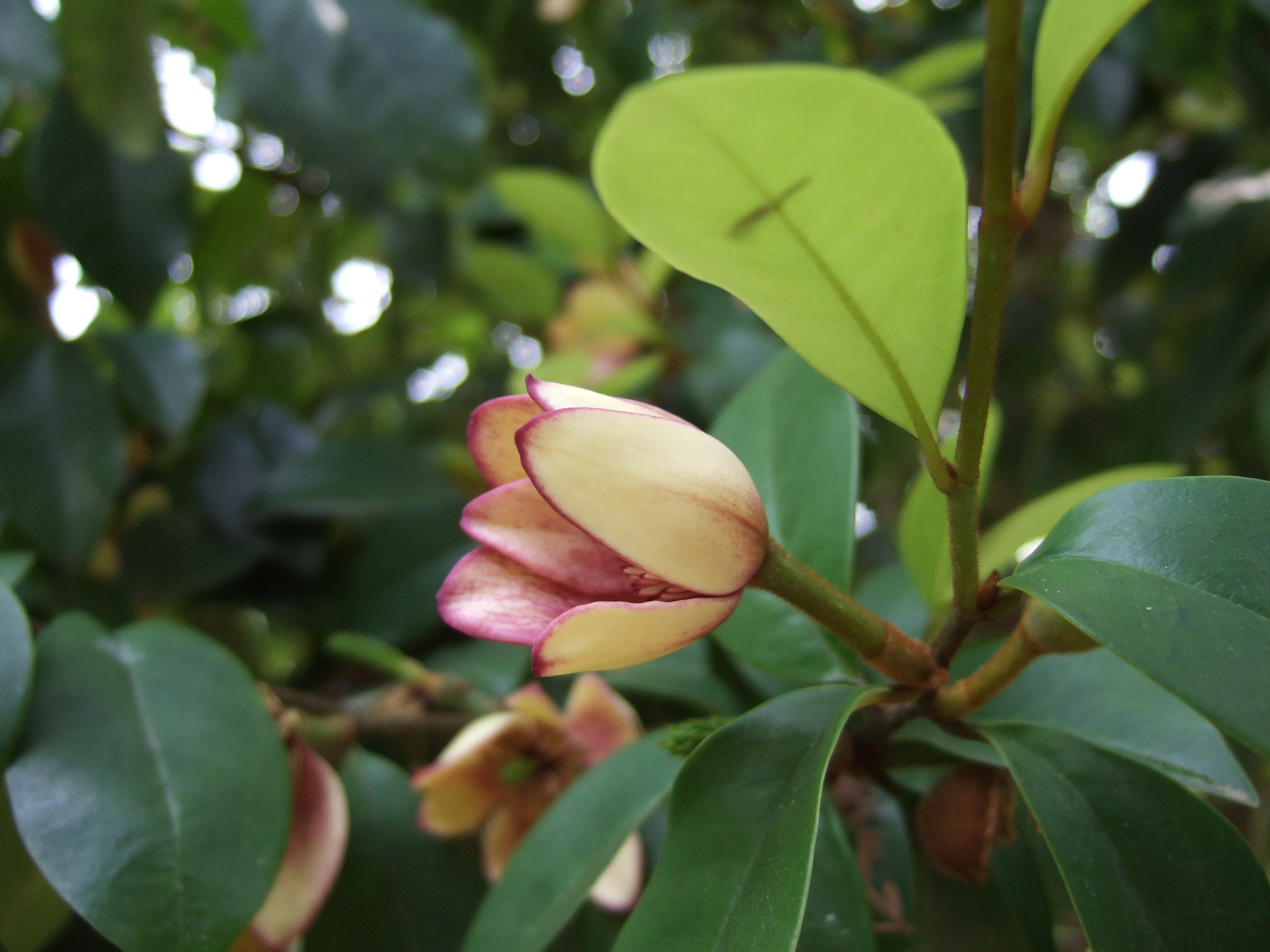
Magnolia (Michelia) figo.

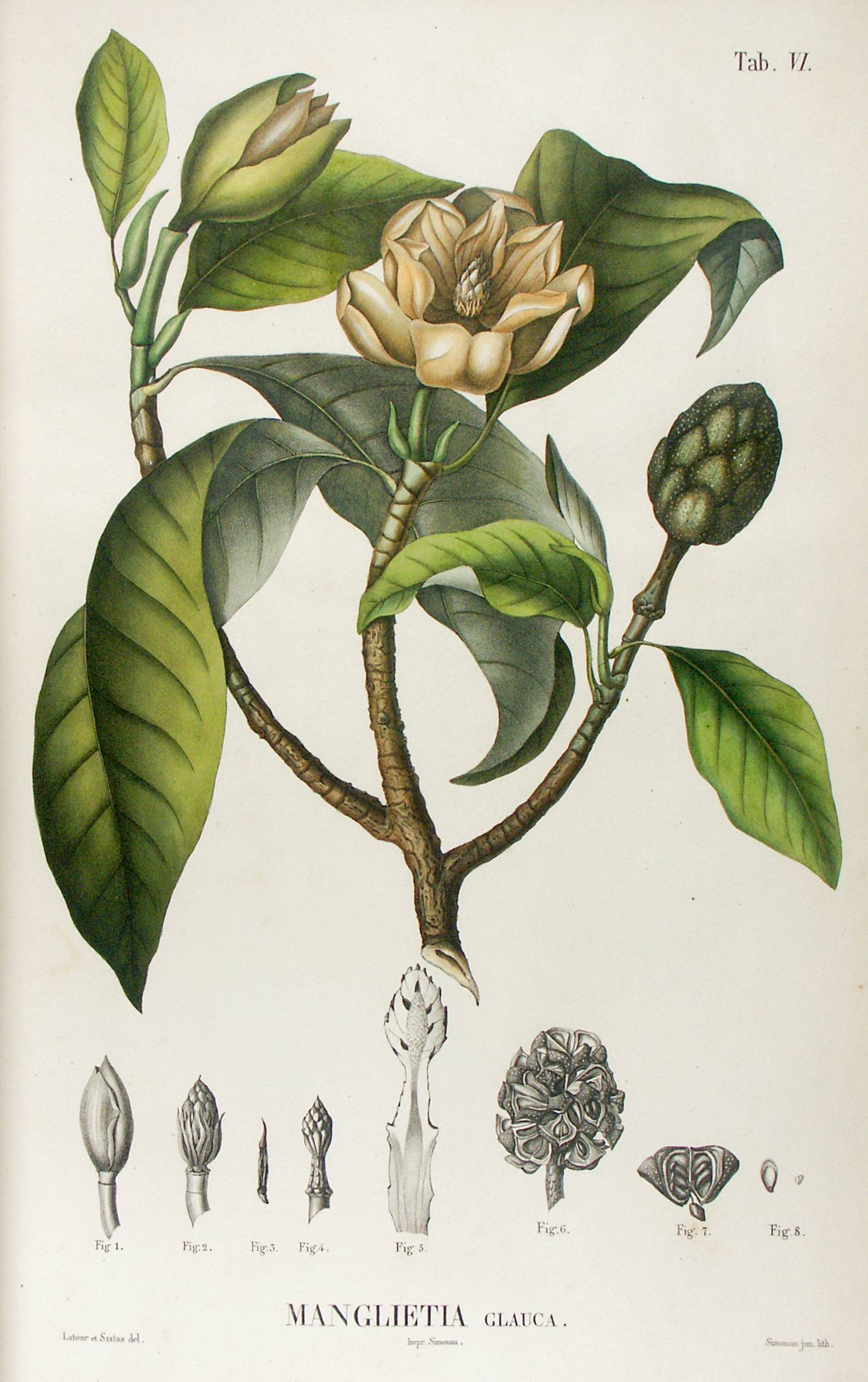
Blume's Manglietia glauca, nu bekend als Magnolia blumei.

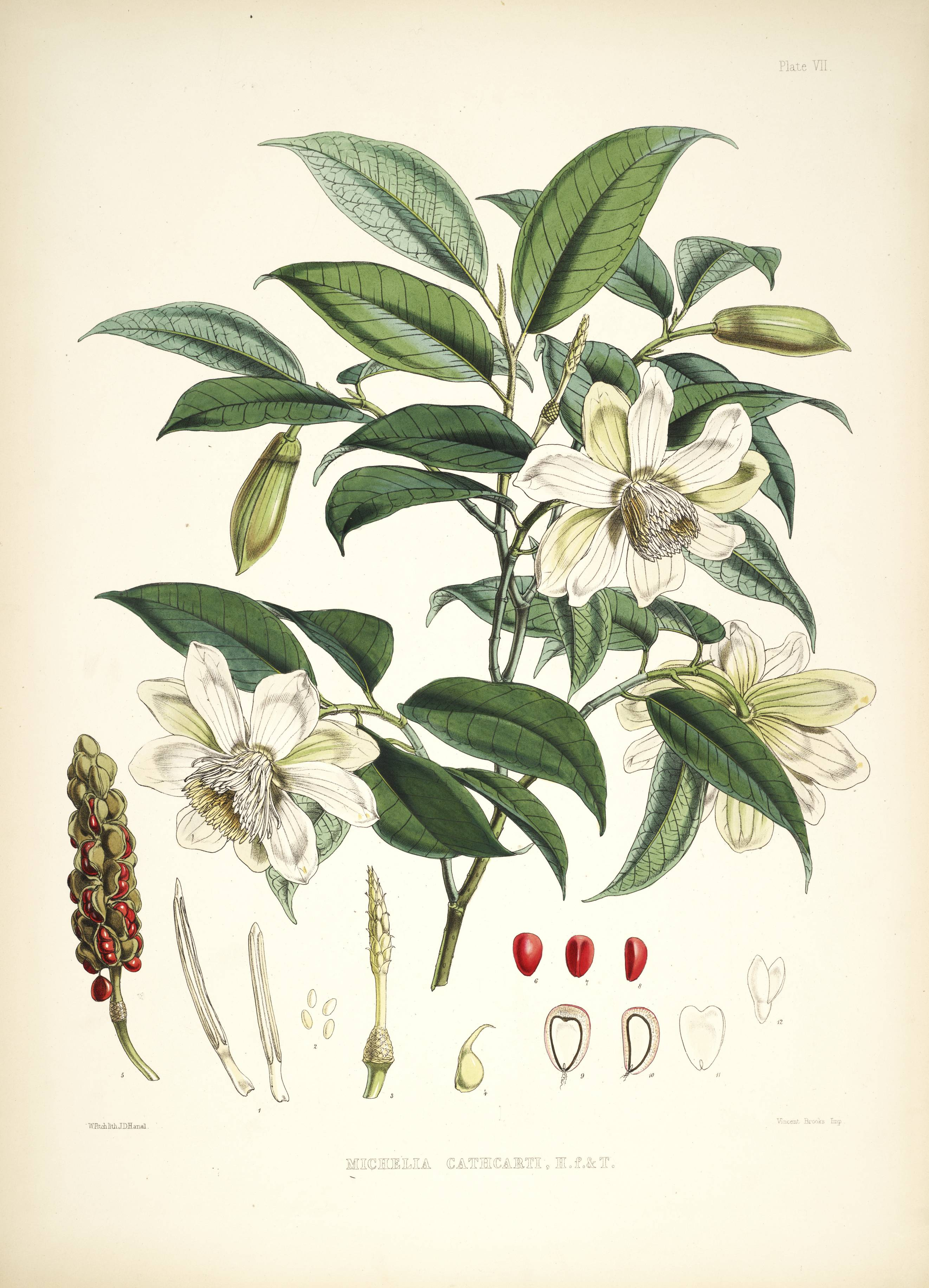
Michelia cathcartii van Hooker & Thomson, waarop Dandy het geslacht Alcimandra baseerde. Let op de lange meeldraden.

Het geslacht Magnolia telt ongeveer 300 soorten. Die zijn niet allemaal in één keer gevonden en beschreven. De omvang en de omgrenzing van het geslacht zijn in de loop der tijd aan verandering onderhevig geweest.

### Bij Linnaeus
In de Species Plantarum van 1753 nam Linnaeus in de klasse Polyandria onder Magnolia virginiana vijf namen van taxa op die nu als soort bekend zijn: α glauca (nu Magnolia virginiana), β foetida (M. grandiflora) met als synoniem Plumiers Magnolia (M. dodecapetala), δ tripetala (M. tripetala) en ε acuminata (M. acuminata). De soort uit Azië, met de okselstandige bloemen, die hij in eerste instantie in de klasse Octandria had ingedeeld, bleef in een apart geslacht Michelia (Michelia champaca). In de tiende druk van Systema Naturae (1759) verhief hij de vier hier genoemde variëteiten tot de status van soort en is Plumiers naam en taxon niet meer terug te vinden. Ook in de tweede druk van Species Plantarum (1762) is Plumiers taxon achterwege gelaten.

### Jussieu en De Candolle
De soorten die er in de decennia daarop mondjesmaat bij kwamen, werden op grond van de positie van de bloemen in een van beide geslachten geplaatst: Magnolia fraseri (1788), pyramidata (1791) en macrophylla (1803) uit Amerika, Magnolia denudata en liliiflora (1792) uit China, Magnolia obovata (1794) uit Japan, Michelia tsjampacca (1767) en euonymoides (1768) uit Nederlands-Indië. In 1817 voegde De Candolle vier Magnolia's (mexicana, kobus, coco en figo) en drie Michelia's (doltsopa, kisopa en rufinervis) aan de lijst toe. Al in 1789 gaf Jussieu als extra kenmerk voor Michelia dat de bessen drie of meer zaden hebben, tegen een of twee bij Magnolia. Verder gaf hij Plumiers Magnolia, vanwege de afwijkende manier waarop bij die soort de vruchten opengaan, een naam in een nieuw geslacht: Talauma, wat de lokale naam (Martinique) voor de soort is.

### Blume
Het duurde tot 1823 voor er een tweede Talauma bij kwam. In dat jaar beschreef Blume een soort uit Nederlands-Indië als Talauma candollei en in dezelfde publicatie introduceerde hij het geslacht Manglietia. Blume gaf als enige reden om Manglietia als apart geslacht te beschrijven dat het aantal zaden per bes (vier of meer) niet in overeenstemming is met dat van het geslacht Magnolia, maar dat de andere kenmerken van de plant plaatsing in Michelia uitsluiten. Op dezelfde manier creëerde Blume twee jaar later het geslacht Aromadendron, dat alleen van Magnolia verschilt door de vrucht die op die van een Talauma lijkt. In 1825 plaatste Nees von Esenbeck Blume's Talauma in een apart geslacht, Blumia, dat overigens door geen enkele andere auteur als zelfstandig geslacht wordt erkend.

### Spach en Baillon
In 1838 maakte Spach een nieuwe indeling voor de tot dan beschreven soorten en hij creëerde vier nieuwe geslachten: Liriopsis, Yulania, Tulipastrum en Lirianthe. Spach probeerde nogal exacte beschrijvingen van de geslachten te geven en daarbij accepteerde hij vrij kleine verschillen als basis voor nieuwe geslachten. In Liriopsis (groenblijvend met 6 tepalen) plaatste hij één soort (Magnolia fuscata =figo). In Yulania (bladverliezend en 9 tepalen) kwamen drie soorten (Magnolia conspicua =denudata, M. japonica =liliiflora en M. kobus). In Tulipastrum (bladverliezend en 9-12 groenachtige tepalen) plaatste hij één soort (Magnolia acuminata). Lirianthe (groenblijvend en 9 tepalen) is een geslacht met één soort (Magnolia pterocarpa). De nieuwe geslachten van Spach werden niet breed geaccepteerd, en in 1866 publiceerde Baillon een artikel waarin hij alle hier eerder genoemde geslachten verenigde in één groot geslacht Magnolia, met als reden dat de genoemde verschillen te klein waren om er aparte geslachten op te baseren.

### Dandy
Dandy baseerde zich bij zijn poging om een indeling van de subfamilie te maken op het werk van Bentham & Hooker en Ridley en voegde in 1927 Alcimandra, Pachylarnax, Elmerrillia en Kmeria aan de lijst van geslachten toe. Hij gaf uitgebreide argumenten voor de door hem gehanteerde systematische indeling, en de vier nieuwe geslachten die hij voorstelde werden door veel botanici geaccepteerd, naast Magnolia, Michelia, Talauma, Manglietia en Aromadendron. De reden voor het creëren van de nieuwe geslachten was bij Dandy overigens dezelfde als die Blume in 1823 al gaf voor het benoemen van Manglietia: Dandy kreeg als conservator van het herbarium van het British Museum, Department of Botany, veel nieuwe soorten onder ogen die hij, vanwege de eerder beschreven kenmerken van geslachten, niet kon plaatsen in een bestaand geslacht omdat ze kenmerken van verschillende al bestaande geslachten vertoonden. Dandy's oplossing voor het probleem was om de beschrijvingen van de bestaande geslachten te laten zoals die waren, en een paar nieuwe geslachten te benoemen die deels een soort kruising van bestaande geslachten zijn. Kmeria is in dat opzicht een buitenbeentje omdat de (op dat moment) enige soort in dat genus eenslachtige bloemen heeft, iets wat toen van geen ander Magnolia-taxon bekend was. Pachylarnax heeft een erg afwijkende vrucht, een soort doos. Alcimandra, weer een monotypisch geslacht, lijkt erg op Michelia maar heeft terminale bloemen. Elmerrillia combineert de okselstandige bloemen van Michelia met het zittende (in plaats van gesteelde) gynoecium van Magnolia.

### Hu, Cheng en andere Chinese auteurs
In 1940 creëerde Hsen Hsu Hu (1894-1968) het monotypische geslacht Paramichelia voor de soort Magnolia baillonii, waarvan de verzamelvrucht kenmerken van een Talauma vertoont maar de bloemen, bladeren en zaden typisch zijn voor Michelia. In 1951 voegde dezelfde auteur, samen met Wan Chun Cheng (1908-1987), de geslachten Parakmeria en Paramanglietia aan de lijst toe. Parakmeria is volgens hen zeer nauw verwant aan Kmeria maar verschilt ervan doordat de steunblaadjes (stipules) niet aan de bladsteel vastzitten en het aantal bloemdekbladeren (12) anders is dan het aantal in Kmeria (6-7). Het monotypische genus Paramanglietia lijkt erg op Manglietia maar heeft een vrucht die sterk verhout. Hsüan Keng (1923-2009) beschreef in 1955 het geslacht Micheliopsis, opnieuw een genus voor één soort die niet eenduidig in Magnolia of Michelia past. Woon Young Chun (1890-1971) voegde in 1963 het geslacht Tsoongiodendron toe, een monotypisch geslacht voor een soort waarvan de verhoute bessen op een afwijkende manier opengaan. Yuh Wu Law (1917-2004) creëerde in 1979 het geslacht Manglietiastrum, een monotypisch genus waarvan de enige soort het midden houdt tussen Pachylarnax en Manglietia, en in 1997 voegde hij nog Woonyoungia aan de lijst monotypische geslachten toe, voor een soort die tweehuizig is en verder in alles op Kmeria lijkt. Intussen hadden Zhi Xiong Yu en Quin Yan Zheng in 1994 Sinomanglietia beschreven, voor een bladverliezende Manglietia.

### Lozano
Aan de andere kant van de wereld exploreerde Gustavo Lozano-Contreras (1938-2000) het tropisch regenwoud van Centraal- en Zuid-Amerika en vond daar enkele tientallen niet eerder beschreven soorten van de Magnoliafamilie, die hij vanaf 1972 begon te publiceren. Een deel kon hij in het geslacht Talauma plaatsen; voor een andere groep beschreef hij in 1975 het nieuwe geslacht Dugandiodendron, met soorten die wel op Talauma lijken maar waarbij het jonge blad in de knop is opgevouwen in plaats van opgerold.

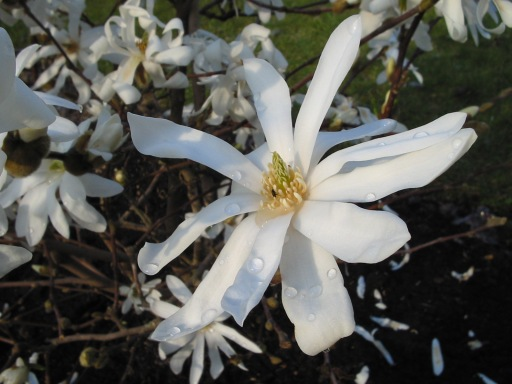
Bloemen van Magnolia (Buergeria) stellata, de stermagnolia, de type-soort van het geslacht Buergeria van Von Siebold & Zuccarini.

### Andere namen
De hier opgesomde lijst van geslachten is niet compleet omdat er daarnaast ook nog geslachten zijn die al heel snel na hun publicatie tot een ander geslacht gereduceerd werden, zoals Buergeria (Siebold & Zuccarini, 1845; al snel tot Magnolia gereduceerd) en Svenhedinia (Urban, 1927; monotypisch geslacht, al snel tot Talauma gereduceerd). Daarnaast is er een aantal namen die bij publicatie al ongeldig waren, zoals Champaca (Adanson, 1763), Kobus (Salisbury, 1807), Gwillimia (De Candolle, 1817), Sphenocarpus (Wallich, 1829), Santanderia (Triana & Planchon, 1862), Sampacca (Kuntze, 1891), Violaria (Post & Kuntze, 1903), en daarmee is de lijst nog niet compleet. Een bijzonder geval is Lassonia (Buc'hoz, 1779), waarvan de naam wel geldig werd gepubliceerd maar gebaseerd op gefantaseerde afbeeldingen die een Magnolia moesten voorstellen (geen botanische tekening maar bedoeld als kunst), wat later (in 1999) reden was om de naam te verklaren tot nomen rejiciendum (te verwerpen naam).

### Samenvatting
De indeling van de soorten uit de onderfamilie Magnolioideae in geslachten is onder taxonomen altijd onderwerp van debat geweest. Een soort uit deze onderfamilie is aan een combinatie van bladeren, bloemen en vruchten in één oogopslag als een Magnolia-achtige te herkennen. Verschillende auteurs (onder anderen Baillon en Dandy) merkten op dat de groep tamelijk homogeen is. Pogingen om die groep in geslachten te verdelen hadden altijd als resultaat dat er soorten overbleven die een tussenvorm tussen de grotere geslachten vormden en dan meestal in een monotypisch geslacht werden geplaatst (in totaal meer dan tien). Een van de vragen die dan gesteld moeten worden is of wel de juiste kenmerken worden gebruikt om de indeling op te baseren.

## Indeling op grond van genetisch werk
Met het beschikbaar komen van de techniek van DNA-sequencing werd het in toenemende mate aannemelijk dat de tot dan toe gehanteerde indeling in geslachten van de soorten uit de onderfamilie Magnolioideae niet langer houdbaar was. Met name de plaatsing van de Aziatische Magnolia-soorten uit het ondergeslacht Yulania in hetzelfde geslacht als de Noord-Amerikaanse Magnolia virginiana (de type-soort van het geslacht Magnolia) was in strijd met de gevonden verwantschappen. Zo deelde bijvoorbeeld subgenus Yulania met het genus Michelia een recentere voorouder dan met subgenus Magnolia, en deelde subgenus Magnolia een recentere voorouder met de genera Manglietia, Kmeria en Talauma dan met subgenus Yulania. Dit betekende dat het geslacht parafyletisch was en bij het groeperen van organismen in taxa wordt er juist naar gestreefd monofyletische taxa te maken, met andere woorden taxa die alle nakomelingen van één voorouder bevatten maar geen andere. Er waren in dit geval twee oplossingen voorhanden: de eerste was om dan alle soorten uit de onderfamilie in hetzelfde geslacht (Magnolia s.l.) op te nemen, de tweede was om ze over een groot aantal geslachten te verdelen, waarbij een aantal soorten die traditioneel tot het geslacht Magnolia gerekend werden, nu in een ander geslacht moest worden ingedeeld.
De tweede oplossing betekent dat een groot aantal soorten en kruisingen die veel als sierplanten gekweekt en verhandeld worden, de naam Magnolia zou verliezen en voortaan in het geslacht Yulania zou moeten worden geplaatst. Dat gold voor vrijwel alle soorten die uit Azië in Europa en Amerika waren geïntroduceerd, zoals de naakte magnolia (Magnolia denudata), de stermagnolia (Magnolia stellata) en voor Magnolia liliiflora, maar ook voor alle kruisingen die daaruit zijn voortgekomen, zoals de alomtegenwoordige gewone magnolia (Magnolia × soulangeana) en de populaire "Eight Little Girls", waaronder de ook in West-Europa veel geplante Magnolia ×  'Susan'. De soorten die bij de eerste oplossing in een ander geslacht (te weten Magnolia) terecht zouden komen, worden daarentegen nauwelijks onder hun botanische naam verhandeld en het effect op de naamgeving in de tuinbouw zou nagenoeg nihil zijn. Botanici mogen in zo'n geval kiezen voor de oplossing die ze het meest praktisch vinden en het is niet verwonderlijk dat vooral westerse taxonomen kozen voor de eerste oplossing en alle soorten onderbrachten in één groot geslacht.
Een van de doelstellingen van de botanie is het beschrijven van de bestaande variatie en die te reflecteren in de naamgeving. Het samenvoegen van zo veel soorten (pakweg 300) in één geslacht lijkt daarmee in tegenspraak. In de praktijk kan de variatie binnen een genus ook tot uitdrukking worden gebracht door het in te delen in subgenera, secties en subsecties en dat is de strategie die door westerse botanici bij Magnolia is gevolgd. In principe is er geen groot verschil tussen de door westerse botanici gekozen oplossing met één groot geslacht Magnolia met een groot aantal secties, en de, vooral door Chinese botanici gevolgde, strategie waarbij de subfamilie wordt opgesplitst in een groot aantal kleinere geslachten. Die laatste keuze is net zo verdedigbaar maar heeft, zoals geschetst, vooral consequenties voor de namen van veel soorten die economisch van belang zijn.
Alle soorten in het Malesische gebied zijn inmiddels voorzien van een botanische naam in Magnolia en ook voor de Chinese flora is nu voor adequate namen gezorgd. De Flora of China voorziet ook in nieuwe namen voor taxa die op grond van moleculair werk als zelfstandig geslacht kunnen worden beschouwd, zoals Lirianthe (subg. Magnolia, sect. Gwillimia, subsect. Gwillimia) en Houpoëa (subg. Magnolia, sect. Rytidospermum, subsect. Rytidospermum).

## Soorten
Voor soorten in andere secties dan sectie Magnolia zie: Lirianthe, Talauma, Dugandiodendron, Manglietia, Kmeria, Houpoëa, Oyama, Yulania, Michelia, Elmerrillia, Alcimandra, Aromadendron, Parakmeria en Pachylarnax

### SubgenusMagnoliasectioMagnolia
- Magnolia grandiflora L. 1759 (= Magnolia virginiana var. foetida L. 1753)

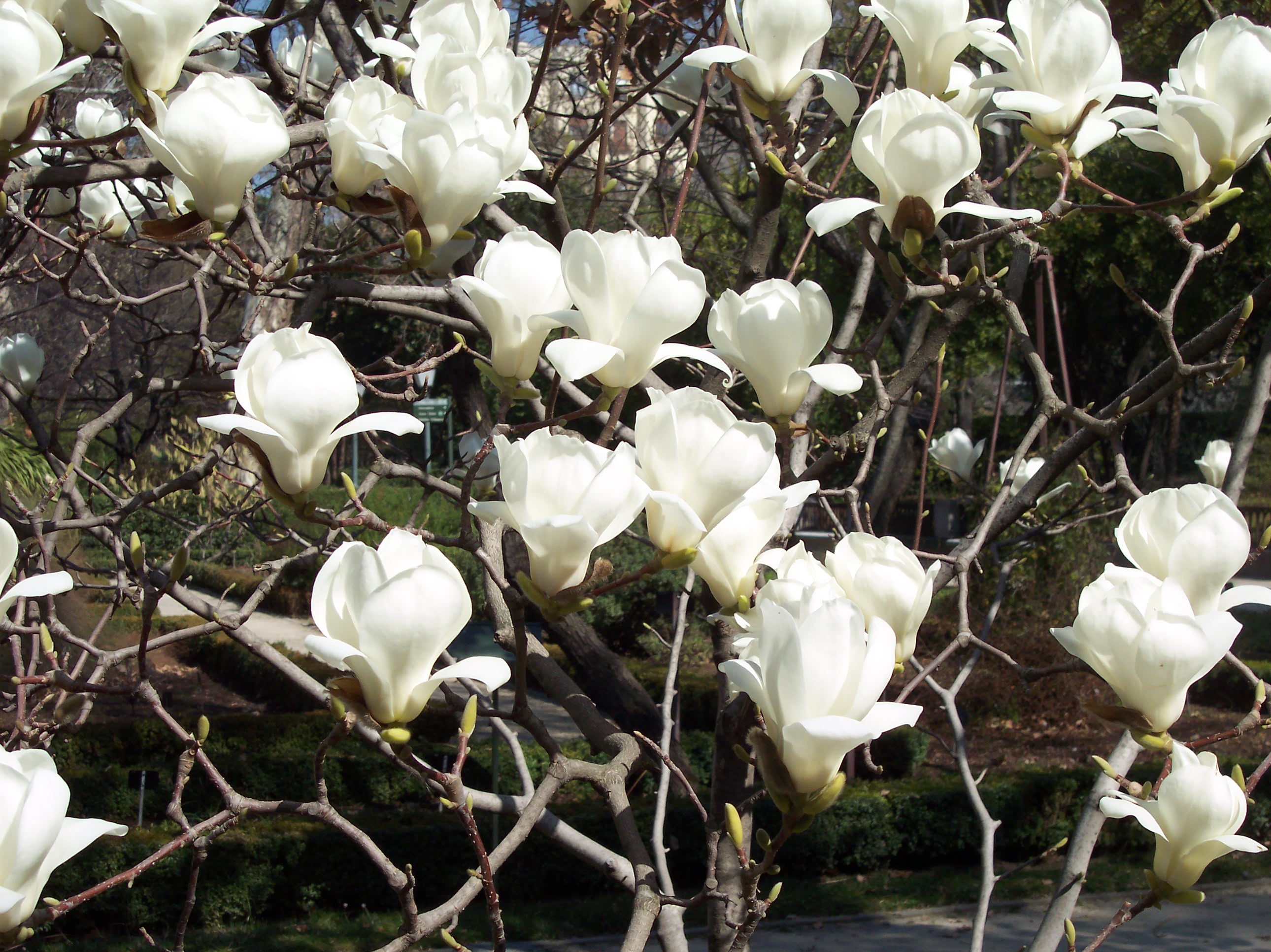
Magnolia denudata.

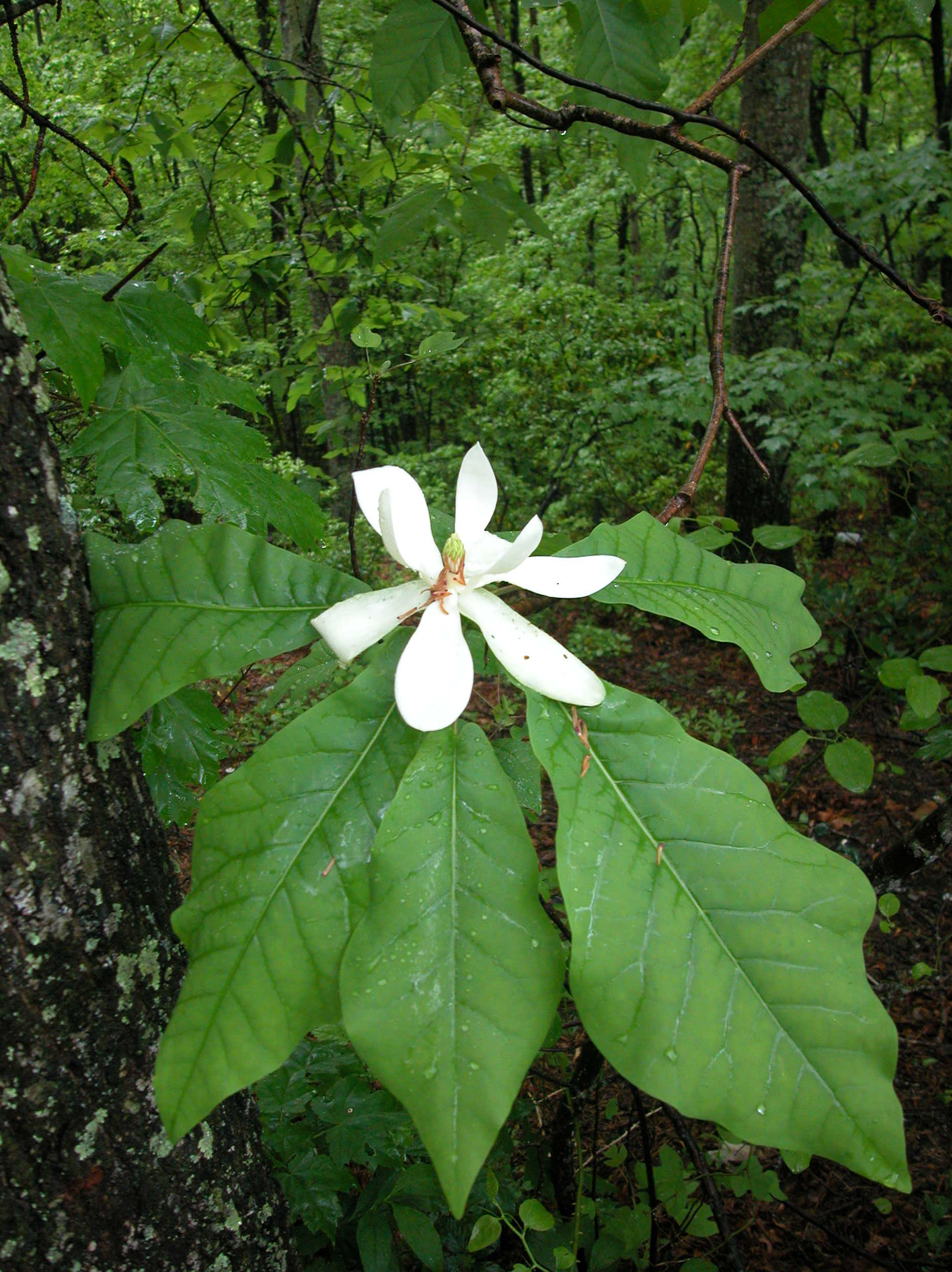
De Amerikaanse Magnolia macrophylla.

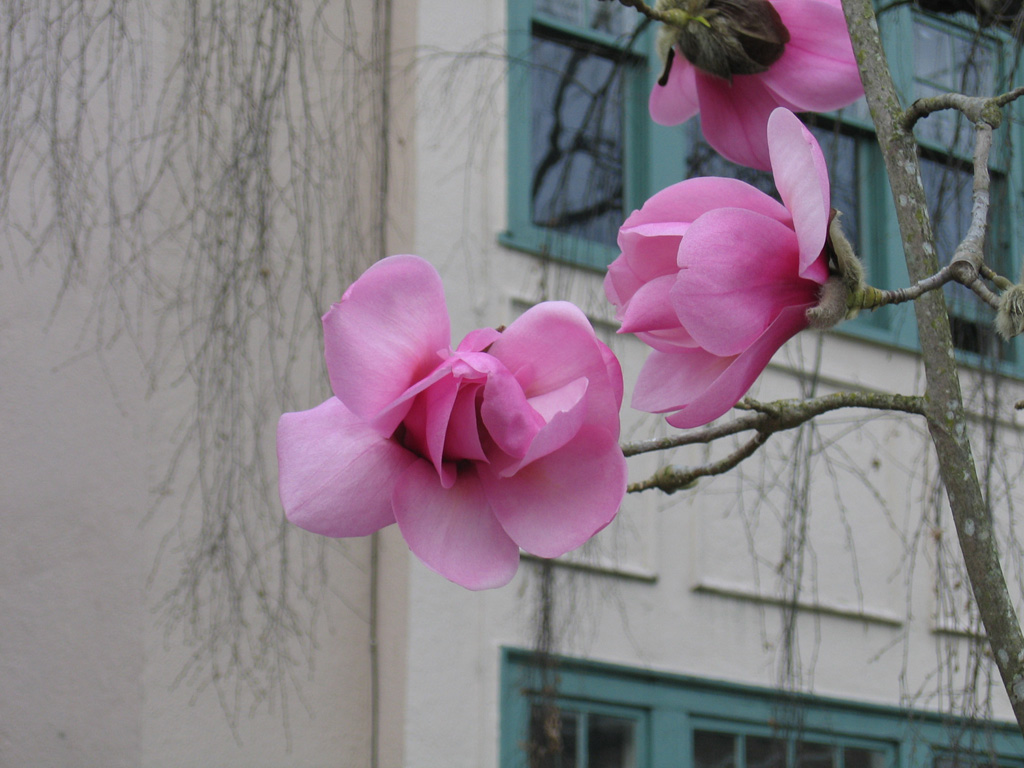
De kop-en-schotelvormige bloemen van Magnolia campbellii.

- Magnolia guatemalensis Donn. Sm. 1909
  - Magnolia guatemalensis subsp. hondurensis (Ant. Molina) A. Vázquez 1994 (= Magnolia hondurensis Ant. Molina 1974)
- Magnolia guerrerensis J. Jiménez Ram., K. Vega & Cruz Durán 2007
- Magnolia iltisiana A. Vázquez 1994
- Magnolia krusei J. Jiménez Ram. & Cruz Durán 2005
- Magnolia pacifica A. Vázquez 1994
  - Magnolia pacifica subsp. pugana Iltis & A. Vázquez 1994 (= Magnolia pugana (Iltis & A. Vázquez) A. Vázquez & Carvajal 2002)
  - Magnolia pacifica subsp. tarahumara A. Vázquez 1994
- Magnolia panamensis A. Vázquez & Iltis 1994
- Magnolia poasana (Pittier) Dandy 1927 (= Talauma poasana Pittier 1910)
- Magnolia schiedeana Schltdl. 1864
- Magnolia sharpii Miranda 1955
- Magnolia sororum Seibert 1938
  - Magnolia sororum subsp. lutea A. Vázquez 1994
- Magnolia tamaulipana A. Vázquez 1994
- Magnolia vazquezii Cruz Durán & K. Vega 2008
- Magnolia virginiana L. 1753 [typus]
  - Magnolia virginiana var. australis Sarg. 1919
- Magnolia yoroconte Dandy 1930

## Magnolia'sin cultuur
Magnolia's worden al heel lang gekweekt. In China, waar Magnolia's van nature voorkomen, is Magnolia denudata al sinds de T'ang dynastie (618-907) of eerder in cultuur als sierplant bij tempels, en verder is bekend dat er ook altijd exemplaren voor de keizerlijke tuinen werden gekweekt. Van deze soort werden geselecteerde (vooral witte) vormen geënt op een onderstam van de kleinere Magnolia liliiflora, waardoor ze minder hard groeiden. Magnolia officinalis is onder de naam Hou-phu of Hou-po in China al heel lang in cultuur om de schors, die voor medicinale toepassingen wordt gebruikt. De soort wordt al genoemd in de Cheng Lei Pen Tsao uit 1083, een boek over planten met medicinale toepassingen.
Magnolia's komen van nature niet (meer) voor in Europa en grote delen van Noord-Amerika. Vanwege de spectaculaire bloei zijn ze toch zeer gewild als sierplant in tuinen en parken.

### Amerikaanse soorten
De eerste Magnolia's die als sierplant in Europa werden ingevoerd, kwamen uit Noord-Amerika en werden daarvandaan door in merendeel Engelse kolonisten naar het moederland gestuurd. In 1688 was Magnolia virginiana de eerste, toen onder de naam Laurus tulipifera. De soort werd door John Banister (1650-1692) verzameld in Virginia en naar zijn opdrachtgever Henry Compton, de bisschop van Londen, gestuurd. Andere soorten uit Amerika volgden later: Magnolia grandiflora (vóór 1732, onbekend door wie), Magnolia acuminata (na 1736, door John Bartram (1699-1777) naar Peter Collinson (1694-1768) in Londen gezonden), Magnolia tripetala (1752, gekweekt door Collinson en waarschijnlijk ook door Bartram verzameld). Bij Magnolia grandiflora, een soort uit het zuiden van Noord-Amerika, is de gevoeligheid voor koude winters een probleem, maar de andere Amerikaanse soorten laten zich hier makkelijk kweken. Door de grote geurende bloemen en het glanzende blad is Magnolia grandiflora wél gewild als sierplant en in Europa vrij bekend. In Nederland is Magnolia grandiflora de meest aangeplante Amerikaanse soort. Magnolia acuminata staat hier en daar in kasteeltuinen en parken. Magnolia virginiana en M. tripetala zijn vooral in botanische tuinen en hier en daar bij een tuinier met botanische interesse te vinden.

### Aziatische soorten
De eerste soort die uit het veel minder toegankelijke Azië in Europa werd ingevoerd, was mogelijk Magnolia coco, in 1786. Deze soort is subtropisch en kan in Nederland en België alleen in kassen groeien. Voor de introductie van Magnolia denudata, door Joseph Banks, worden twee jaartallen genoemd. Volgens John Sims was het 1780 (en dan zou dit de eerste Aziatische soort in Europa zijn), volgens Loudon was het 1789. Magnolia denudata werd in 1790 gevolgd door Magnolia liliiflora. Daar bleef het bij, totdat halverwege de negentiende eeuw Von Siebold, met in zijn kielzog een aantal Engelse, Russische en Amerikaanse verzamelaars, planten uit Japan naar het Westen begon te verschepen. Magnolia stellata werd in 1861 door dr. George Roger Hall in Long Island ingevoerd. Magnolia kobus werd in Engeland ingevoerd in 1878 en Magnolia salicifolia volgde in 1892, na een expeditie van Charles Sprague Sargent (1841-1927) naar Mount Hakkoda, in de Aomori-prefectuur in het Noorden van Honshu (Japan). Kort daarop begonnen Ernest Henry Wilson (vanaf 1899) en George Forrest (vanaf 1904) systematisch het zuidwesten van China te verkennen, waarna niet alleen het aantal beschreven soorten, maar ook het aantal introducties in westerse tuinen exponentieel toenam. Aan Wilson danken we onder andere de introductie van Magnolia dawsoniana, M. sargentiana en M. sinensis; aan Forrest danken we Magnolia globosa en M. campbellii var. mollicomata.
Met uitzondering van de Japanse en Koreaanse soorten komen de Aziatische Magnolia's ofwel uit tropische en subtropische gebieden, waardoor ze in een groot deel van West-Europa niet winterhard zijn, ofwel uit het bergachtige gebied van de Himalaya en omstreken. Die laatste soorten zijn wel vorstbestendig maar krijgen op de meeste plaatsen in West-Europa te maken met omstandigheden die in hun natuurlijk verspreidingsgebied niet of nauwelijks voorkomen. Een van de problemen bij het kweken van Aziatische Magnolia's in Europa en Amerika is de gevoeligheid voor late nachtvorsten. Met name de zeer vroeg bloeiende Magnolia campbellii en Magnolia sargentiana kunnen daardoor alleen succesvol gekweekt worden op plaatsen waar het vrijwel nooit vriest, zoals Cornwall en de kust van Devon in Engeland, het zuidwesten van Wales en de kusten van Cork en Kerry in Ierland. De in Nederland en België het meest aangeplante Aziatische soort is Magnolia stellata, de stermagnolia, uit Japan, die klein blijft en populair is in kleine tuinen en hoewel vroeg bloeiend, minder gevoelig is voor nachtvorst. Magnolia denudata en vooral M. liliiflora zijn nog wel verspreid in particuliere en natuurlijk botanische tuinen te vinden, net als M. sieboldii. Magnolia kobus wordt hier en daar als laanboom aangeplant en staat ook in veel parken. In parken en botanische tuinen zijn in West-Europa ook Magnolia salicifolia, M. wilsonii en M. sinensis wel te vinden en van Magnolia sprengeri is de cultivar 'Diva' hier en daar aangeplant. Veruit de meeste in West-Europa aangeplante Magnolia's zijn echter hybriden.

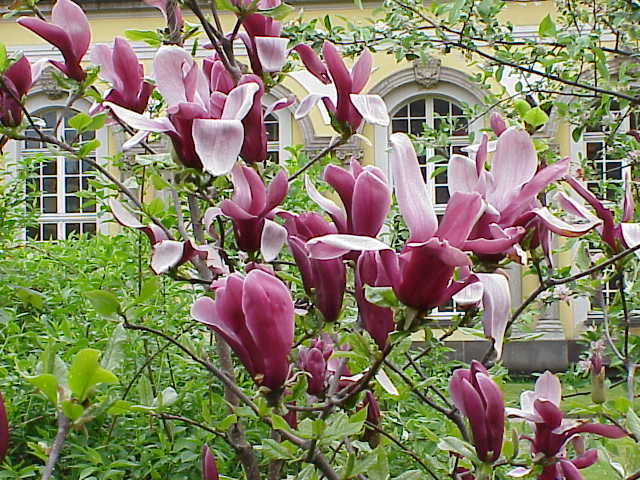
Magnolia liliiflora, om de kleur en late bloei veel gebruikt in kruisingen.

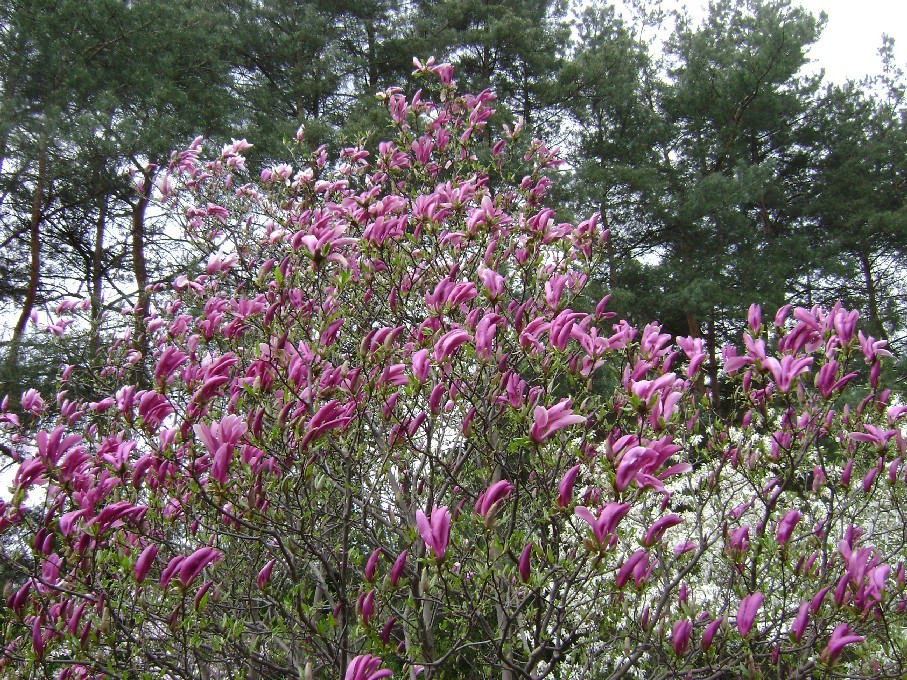
Magnolia × 'Susan', in Nederland en België de populairste van de De Vos Kosar hybriden.

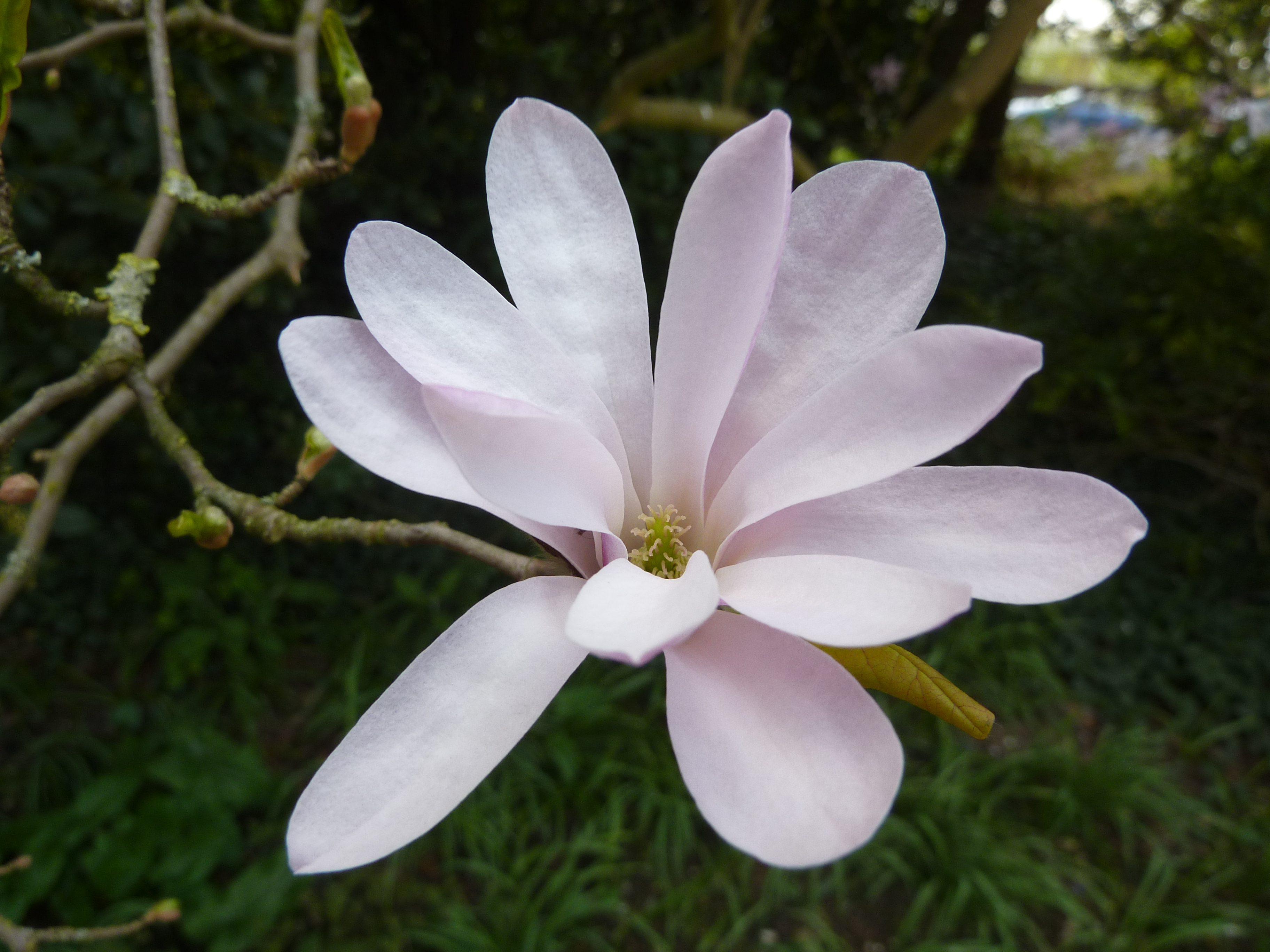
Magnolia × loebneri 'Leonard Messel', een kruising tussen Magnolia kobus en M. stellata 'Rosea'.

### Hybriden
De eerst beschreven spontaan ontstane hybriden zijn Magnolia × alba, in 1817 door De Candolle genoemd als soort (als Michelia alba), en Magnolia × thompsoniana, in 1832 door Jaume Saint-Hilaire gepubliceerd als hybride. Magnolia (Michelia) × alba is een kruising tussen Magnolia champaca en Magnolia montana, mogelijk ontstaan op Java waar Magnolia montana van nature voorkomt en Magnolia champaca sinds mensenheugenis gekweekt wordt. Magnolia × thompsoniana is een kruising tussen Magnolia virginiana en Magnolia tripetala, ontstaan in 1808 in Mile End, Engeland, in de kwekerij van Thompson, waar de twee soorten bij elkaar in de buurt stonden.
De eerste met opzet gemaakte kruising was Magnolia × soulangeana, die in of kort voor 1820 bij Etienne Soulange-Bodin in Fromont, nabij Parijs, ontstond uit de soorten Magnolia denudata en Magnolia liliiflora. De kruising houdt doorgaans het midden tussen de ouders, met bloemen die aan de basis paars, rood of roze, naar de top toe wit zijn. Magnolia × soulangeana wordt veel groter dan Magnolia liliiflora, en bloeit later dan Magnolia denudata. Deze kruising is met afstand de meest aangeplante Magnolia in Europa en grote delen van Noord-Amerika.
De Magnolia's met de spectaculairste bloei, de Aziatische Yulania's, kennen als voornaamste probleem hun gevoeligheid voor late nachtvorsten, waarbij in één nacht alle bloemen kunnen worden verwoest. Het ligt voor de hand dat bij het veredelen van Magnolia's een van de doelen is om cultivars te ontwikkelen die minder gevoelig zijn voor nachtvorst. Eén manier om dat te bereiken is kruisingen te produceren die later in het voorjaar bloeien, en hierbij worden de laatbloeiende soorten Magnolia liliiflora en M. acuminata ingezet. Van die laatste soort zijn geel bloeiende selecties gebruikt om en passant een kruising te produceren die met gele bloemen bloeit voordat het blad verschijnt. Magnolia ×  'Elizabeth' (M. acuminata × denudata), gemaakt door Evamaria Sperber in 1956 in Brooklyn Botanic Garden als n° 391, was hiervan een van de eerste resultaten, geïntroduceerd in 1978. Philip Savage, een kweker uit het noordelijke Michigan, gebruikte andere selecties van de beide oudersoorten om de kruising nog eens te maken. Zijn Magnolia ×  'Butterflies', geïntroduceerd in 1988, bloeit dieper geel dan  'Elizabeth'. De intensiteit van de kleur hangt erg af van het klimaat: hoe warmer, hoe intenser de kleur, iets wat voor veel meer Magnolia-cultivars opgaat.
In 1955 en 1956 kruisten Francis de Vos en William F. Kosar van het U.S. National Arboretum in Washington D.C. Magnolia stellata met M. liliiflora, met als doel een kleine, rijk bloeiende Magnolia te produceren die aanzienlijk later zou bloeien dan Magnolia stellata. De planten die hieruit voortkwamen begonnen vanaf 1962 te bloeien, waarna er acht werden geselecteerd en van cultivarnamen voorzien: Magnolia liliiflora × stellata  'Ann',  'Betty',  'Jane',  'Judy',  'Pinkie',  'Randy',  'Ricki' en  'Susan'. Vooral die laatste is in Nederland veel in particuliere tuinen aangeplant. De groep als geheel wordt meestal aangeduid als de "De Vos Kosar hybriden" maar vaak ook als de "Eight Little Girls", vanwege de cultivarnamen.
Al eerder, in 1917, bloeide in Dresden in Duitsland voor het eerst de hybride Magnolia × loebneri, het kruisingsproduct van Magnolia kobus en M. stellata. De kruising was bewust gemaakt door Max Löbner, die de uitbundige bloei van Magnolia stellata wilde combineren met de krachtige groei van Magnolia kobus. Deze kruising is later vaker gemaakt, en in Nederland en België zijn de cultivars  'Merrill' (wit) en  'Leonard Messel' (roze) nog weleens in tuinen te vinden.
In Cornwall in Engeland, waar ze zich vanwege het zeeklimaat en de naburige golfstroom minder druk hoeven te maken over nachtvorst, is in 1907 voor de eerste keer met succes de kruising tussen Magnolia campbellii en M. denudata gemaakt door Peter Veitch, een kweker van de Veitch and Sons-kwekerij in Exeter. Het resultaat van deze kruising kreeg de naam Magnolia × veitchii. De kruising houdt het midden tussen de ouders en voegt in vergelijking met de ouders niets bijzonders toe aan het aanbod van Magnolia's. Ze wordt hier vermeld omdat ze wél veel is gebruikt om mee verder te kruisen, met name door Todd Gresham in California.

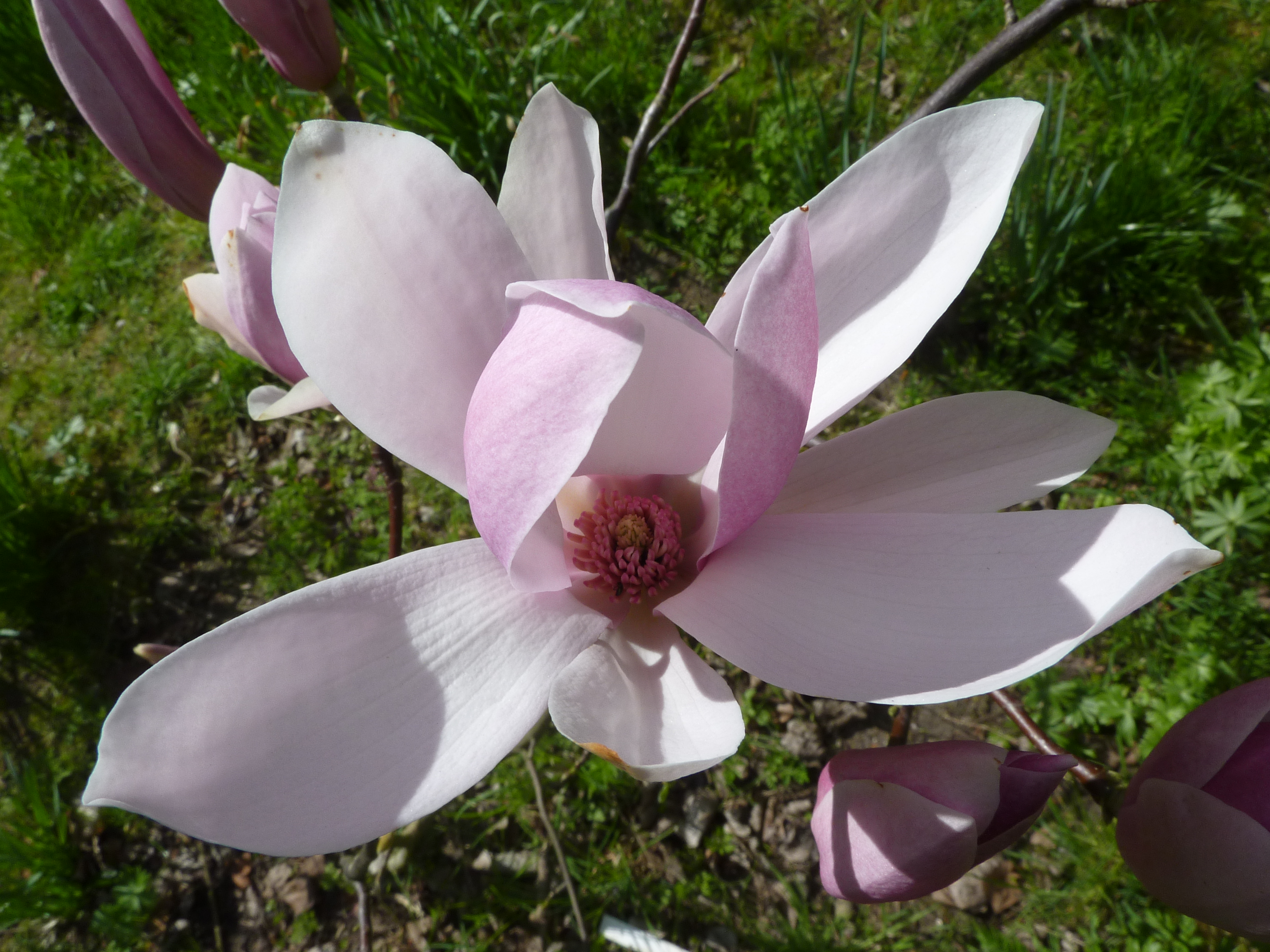
Magnolia × 'Royal Crown', een van de Gresham-hybriden

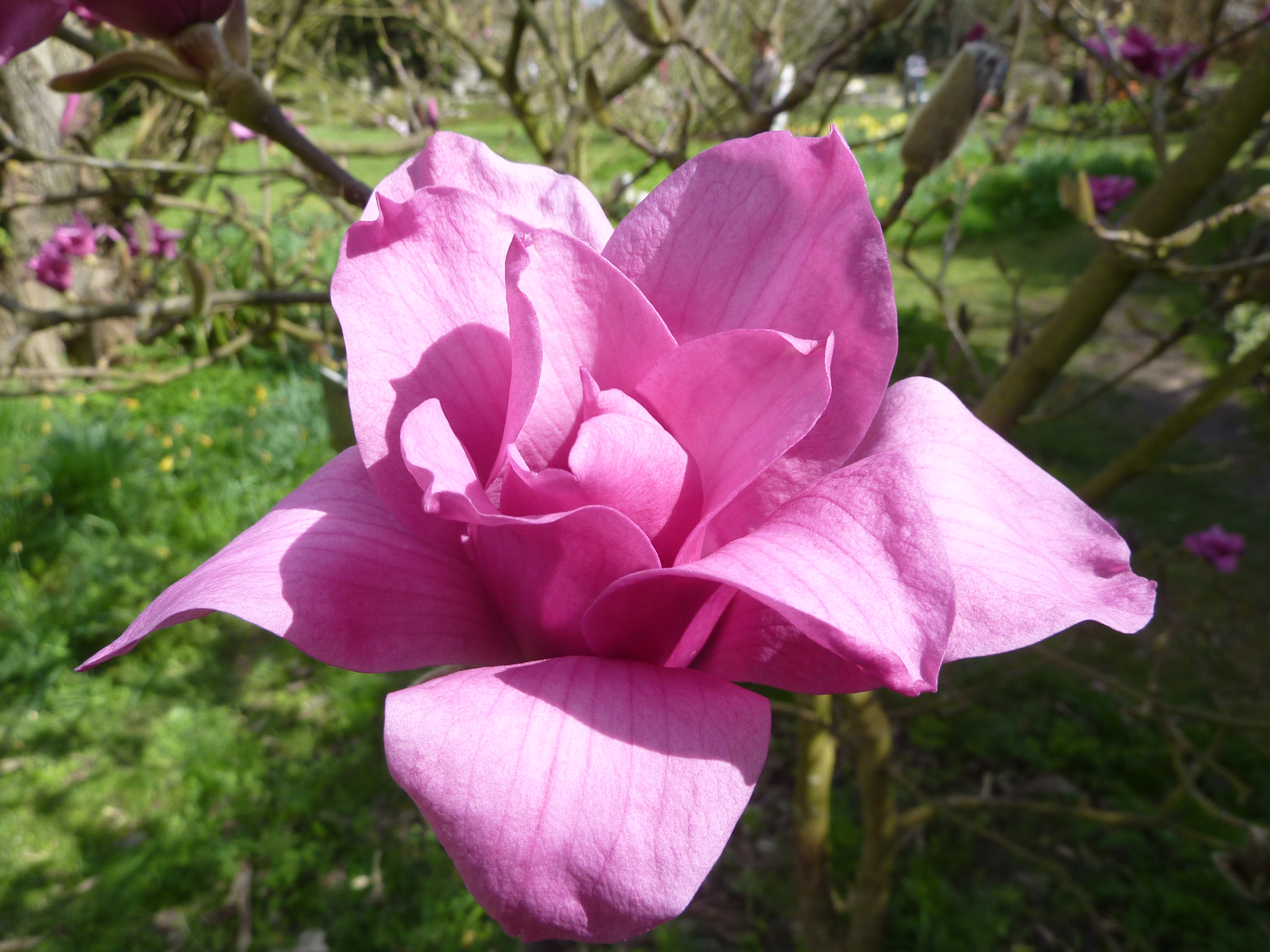
Magnolia × 'Vulcan', een van de Jury-hybriden en gekweekt om de intens rood-paarse kleur. Deze foto werd gemaakt in Cambridge; in een warm klimaat wordt de kleur roder en dieper dan in deze afbeelding.

Het klimaat van Santa Cruz in California wordt omschreven als "gematigd tropisch", en voor kweker Todd Gresham speelde in 1955 de gevoeligheid voor nachtvorst geen rol bij de keuze van de ouders voor een serie nieuwe Magnolia-hybriden. Wat hem voor ogen stond was het kweken van Magnolia's met de spectaculaire bloei van Magnolia campbellii maar bloeiend vanaf veel jongere leeftijd. Van Magnolia × veitchii wordt gezegd dat die de belangrijkste eigenschappen van Magnolia campbellii mist, en toch was dit de kruising die Gresham gebruikte als bron voor de campbellii-genen. Gresham maakte twee series kruisingen: één waarbij M. × veitchii werd gekruist met M. liliiflora, in de andere serie was Magnolia × soulangeana  'Lennei Alba' de tweede ouder. De eerste serie, waarvan onder andere de cultivars  'Royal Crown',  'Raspberry Ice' en  'Pepperminst Stick' geselecteerd en benoemd werden, gaf hij zelf de collectieve naam Svelte Brunettes. De tweede, waaruit onder meer  'Manchu Fan',  'Rouged Alabaster' en  'Royal Flush' geselecteerd werden, noemde hij zijn Buxom Blondes. Gresham overleed in 1969 en heeft veel van de door hem gemaakte hybriden nooit zelf zien bloeien.
Felix Jury, uit Taranaki in Nieuw-Zeeland, oorspronkelijk bekend om zijn werk met Camellias en Rhododendrons, begon in 1954 ook Magnolia's te kruisen. Zijn doel was het produceren van cultivars met zeer grote bloemen die al op jonge leeftijd bloeien. In veel van zijn kruisingen gebruikte hij Magnolia × soulangeana selecties vanwege de uitbundige bloei. Magnolia ×  'Mark Jury', een veronderstelde kruising tussen Magnolia campbellii var. mollicomata  'Lanarth' en M. sargentiana var. robusta, is een andere, veel door Jury gebruikte selectie. De tamelijk veel aangeplante Jury-hybride Magnolia ×  'Iolanthe' is een kruising tussen  'Mark Jury' en M. × soulangeana  'Lennei'. Zijn grootste bekendheid kreeg Jury echter met de cultivar Magnolia ×  'Vulcan', een kruising tussen M. liliiflora en M. campbellii var. mollicomata  'Lanarth', met een diep donkerrode kleur, intenser dan in enige andere Magnolia-cultivar, vooropgesteld dat de plant in een redelijk warm klimaat groeit. Mark Jury, de zoon van Felix, zette het kruisingsprogramma van zijn vader voort.

voorbeelden van hybriden
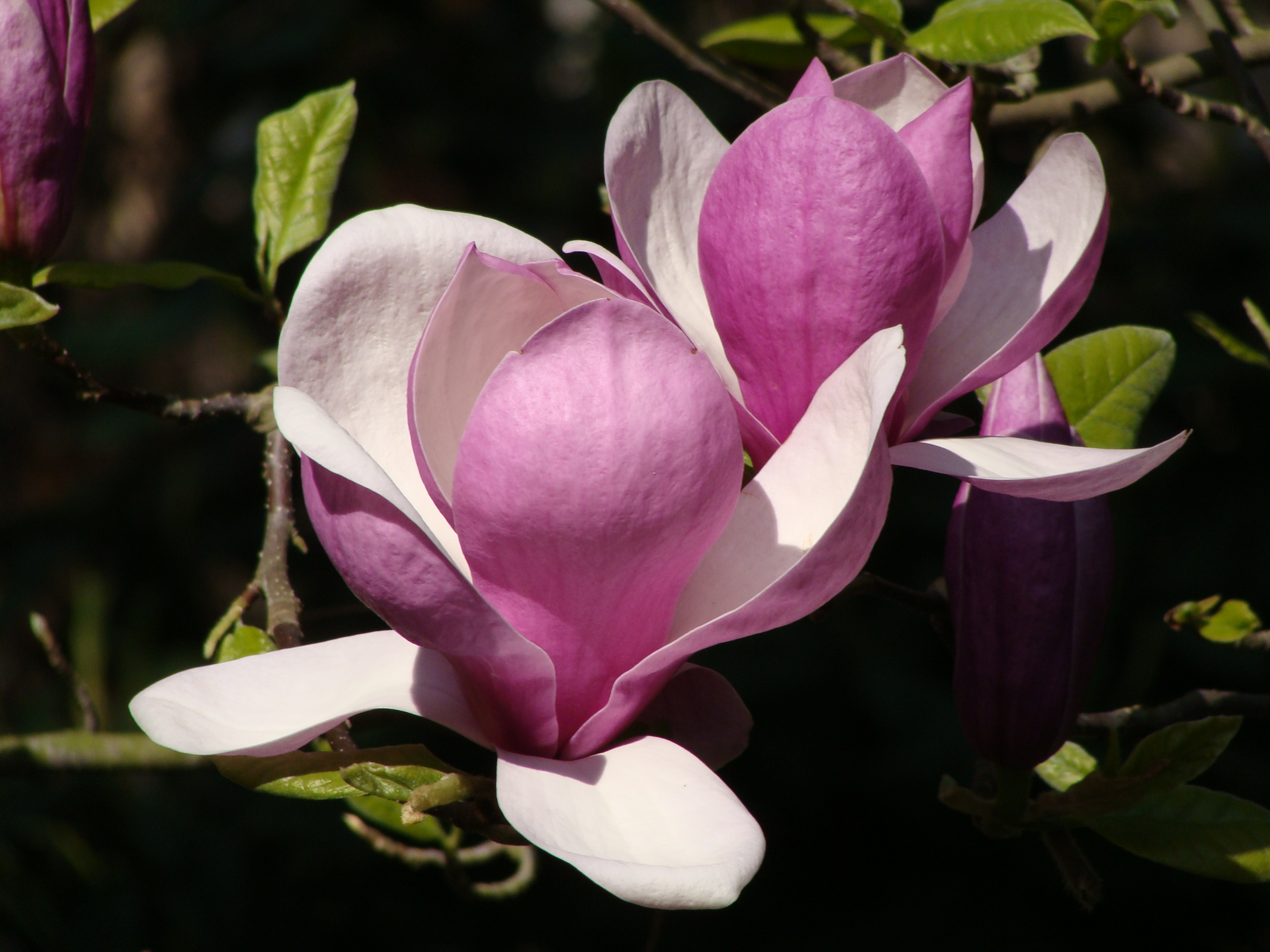
Magnolia × soulangeana  'Lennei', vanwege de kelkvorm van de bloem en de diepe kleur van de buitenkant van de bloemdekbladeren, veel gebruikt om mee verder te kruisen
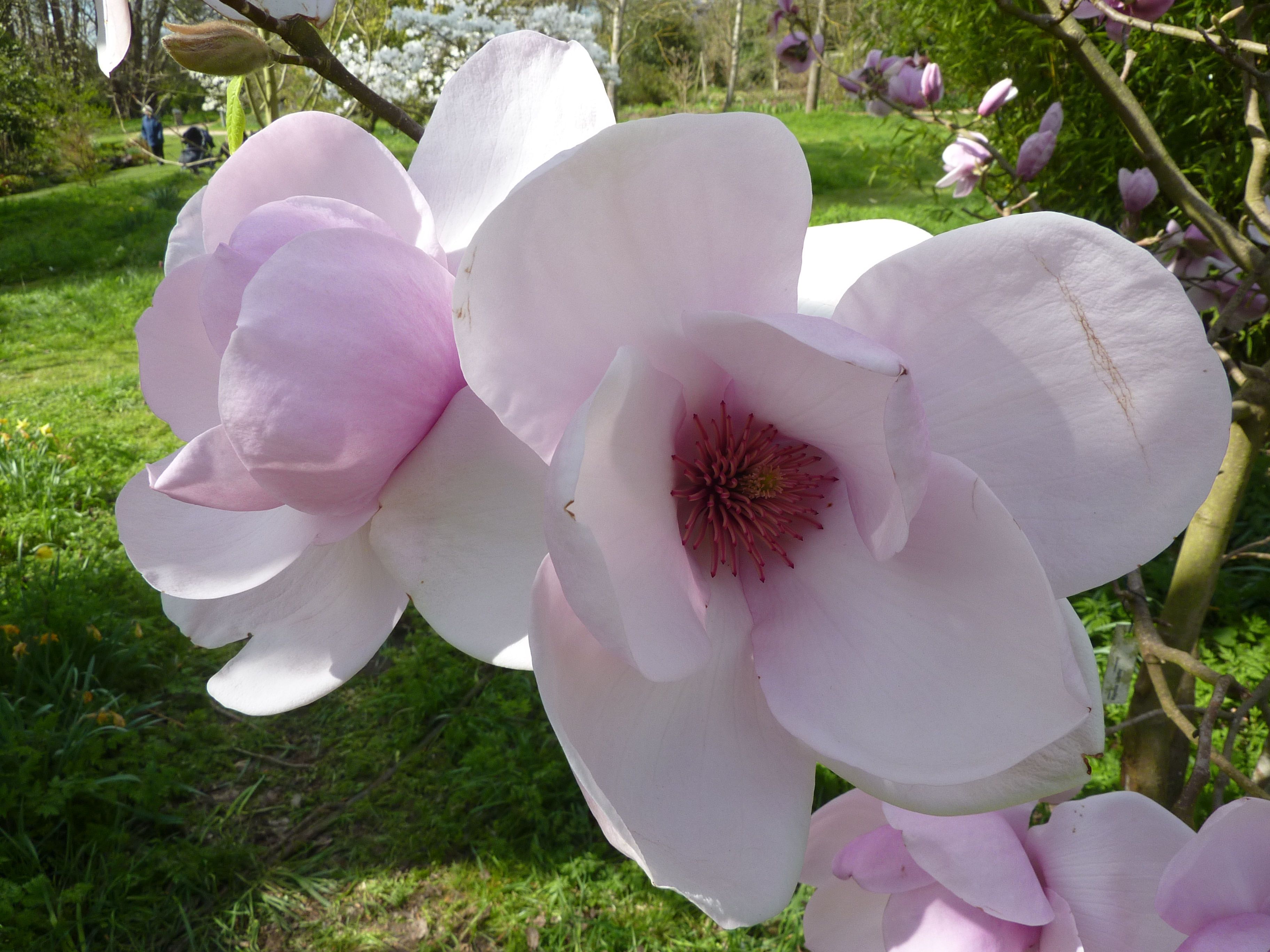
Magnolia ×  'Iolanthe', een van de Jury-hybriden met enorme bloemen, en een afstammeling van  'Lennei'
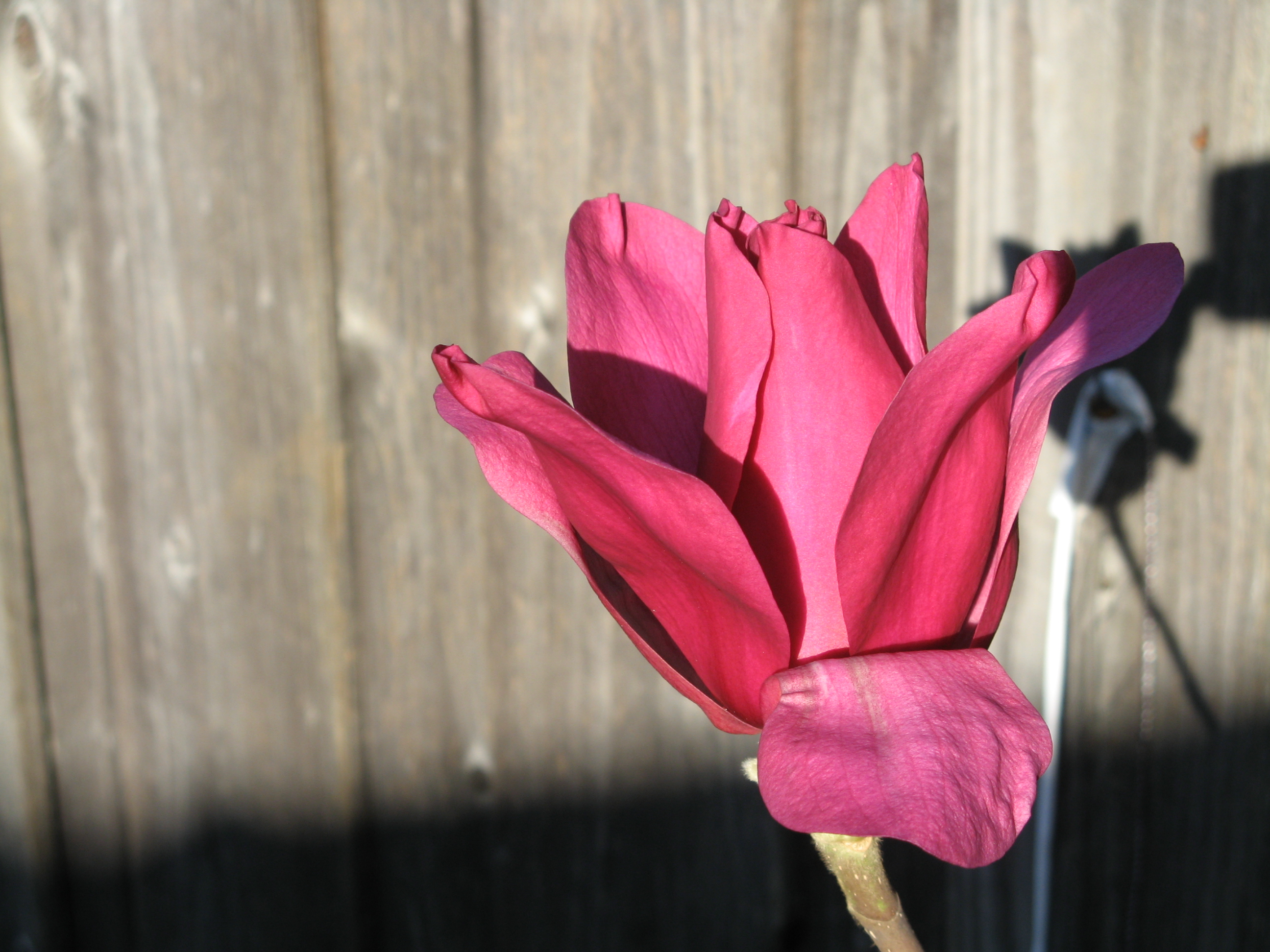
Magnolia ×  'Vulcan' met de diep purperrode kleur die de cultivar in warmere klimaten heeft
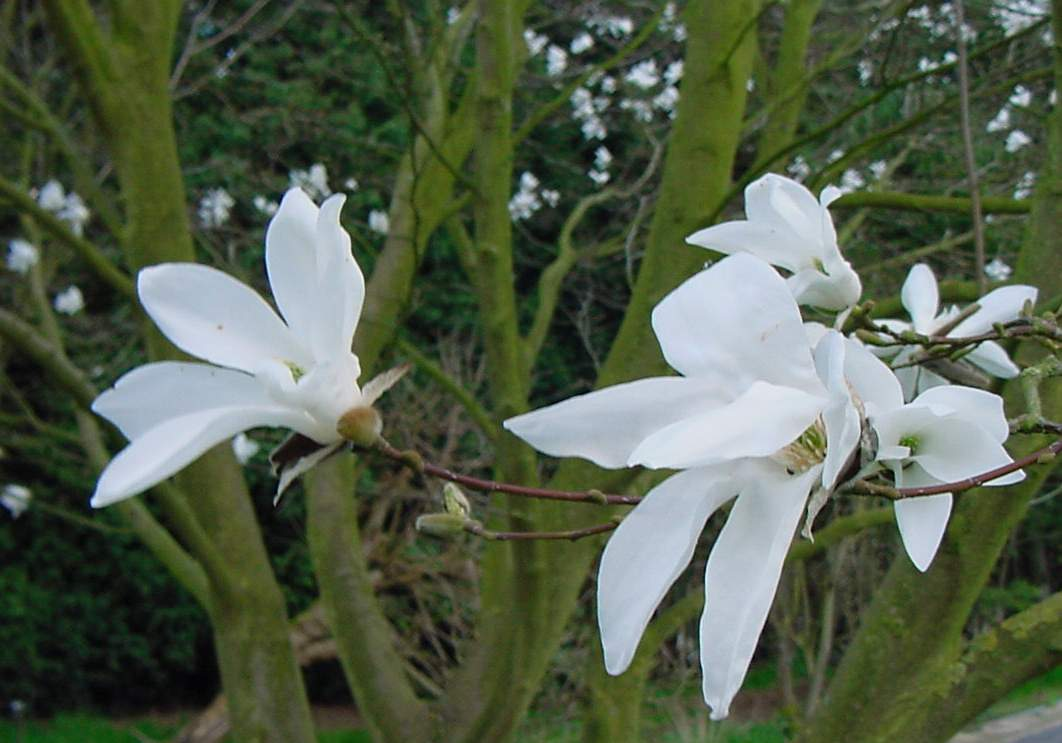
Magnolia × kewensis  'Wada's Memory', een veronderstelde hybride tussen Magnolia sallicifolia en M. kobus

## Bijlage: classificaties
| Figlar & Nooteboom (2004)                                          | Figlar & Nooteboom (2004)                             | Xia, Law & Nooteboom (2008)                                     | Law (1984, 2004)                                         |
| ------------------------------------------------------------------ | ----------------------------------------------------- | --------------------------------------------------------------- | -------------------------------------------------------- |
| subgenus Magnolia                                                  |                                                       |                                                                 |                                                          |
| sectio Magnolia Magnolia virginiana                                | sectio Magnolia Magnolia virginiana                   | Magnolia Magnolia virginiana                                    | Magnolia Magnolia virginiana                             |
| sectio Gwillimia Magnolia coco                                     | subsectio Gwillimia                                   | Lirianthe Lirianthe pterocarpa = Magnolia pterocarpa            | Magnolia                                                 |
| sectio Gwillimia Magnolia coco                                     | subsectio Blumiana Magnolia liliifera                 | Talauma Talauma dodecapetala                                    | Talauma Talauma dodecapetala                             |
| sectio Talauma Magnolia dodecapetala                               | subsectio Talauma                                     | niet in China                                                   | Talauma Talauma dodecapetala                             |
| sectio Talauma Magnolia dodecapetala                               | subsectio Dugandiodendron Magnolia mahechae           | niet in China                                                   | Dugandiodendron Dugandiodendron mahechae                 |
| sectio Talauma Magnolia dodecapetala                               | subsectio Cubenses Magnolia cubensis                  | niet in China                                                   | Magnolia (?), Talauma (?)                                |
| sectio Manglietia Magnolia blumei = Manglietia glauca              | sectio Manglietia Magnolia blumei = Manglietia glauca | Manglietia Manglietia glauca                                    | Manglietia Manglietia glauca                             |
| sectio Kmeria Magnolia duperreana                                  | sectio Kmeria Magnolia duperreana                     | niet in China                                                   | Kmeria Kmeria duperreana                                 |
| sectio Kmeria Magnolia duperreana                                  | sectio Kmeria Magnolia duperreana                     | Woonyoungia Woonyoungia septentrionalis = Magnolia kwangsiensis | Woonyoungia Woonyoungia septentrionalis                  |
| sectio Rytidospermum Magnolia tripetala                            | subsectio Rytidospermum                               | Houpoëa Magnolia tripetala (nog niet in Houpoëa gepubliceerd)   | Magnolia                                                 |
| sectio Rytidospermum Magnolia tripetala                            | subsectio Oyama Magnolia sieboldii                    | Oyama Magnolia sieboldii                                        | Magnolia                                                 |
| sectio Auriculata Magnolia fraseri                                 | sectio Auriculata Magnolia fraseri                    | niet in China                                                   | Magnolia                                                 |
| sectio Macrophylla Magnolia macrophylla                            | sectio Macrophylla Magnolia macrophylla               | niet in China                                                   | Magnolia                                                 |
| subgenus Yulania                                                   |                                                       |                                                                 |                                                          |
| sectio Yulania Magnolia denudata                                   | subsectio Yulania                                     | Yulania Yulania denudata                                        | Magnolia                                                 |
| sectio Yulania Magnolia denudata                                   | subsectio Tulipastrum Magnolia acuminata              | niet in China                                                   | Magnolia                                                 |
| sectio Michelia Magnolia champaca                                  | subsectio Michelia                                    | Michelia Michelia champaca                                      | Michelia Michelia champaca                               |
| sectio Michelia Magnolia champaca                                  | subsectio Michelia                                    | Michelia Michelia champaca                                      | Paramichelia Paramichelia baillonii                      |
| sectio Michelia Magnolia champaca                                  | subsectio Michelia                                    | Michelia Michelia champaca                                      | Tsoongiodendron Tsoongiodendron odorum                   |
| sectio Michelia Magnolia champaca                                  | subsectio Elmerrillia Magnolia tsiampacca             | niet in China                                                   | Elmerrillia Elmerrillia papuana = Elmerrillia tsiampacca |
| sectio Michelia Magnolia champaca                                  | subsectio Maingola Magnolia maingayi                  | Alcimandra Alcimandra cathcartii = Magnolia cathcartii          | Alcimandra Alcimandra cathcartii                         |
| sectio Michelia Magnolia champaca                                  | subsectio Aromadendron Magnolia elegans               | niet in China                                                   | Aromadendron Aromadendron elegans                        |
| subgenus Gynopodium                                                |                                                       |                                                                 |                                                          |
| sectio Gynopodium Magnolia nitida                                  | sectio Gynopodium Magnolia nitida                     | Parakmeria Parakmeria omeiensis = Magnolia omeiensis            | Parakmeria Parakmeria omeiensis                          |
| sectio Manglietiastrum Magnolia sinica                             | sectio Manglietiastrum Magnolia sinica                | Pachylarnax Pachylarnax praecalva = Magnolia praecalva          | Manglietiastrum Manglietiastrum sinicum                  |
| sectio Manglietiastrum Magnolia sinica                             | sectio Manglietiastrum Magnolia sinica                | Pachylarnax Pachylarnax praecalva = Magnolia praecalva          | Pachylarnax Pachylarnax praecalva                        |
| Noten en referenties bij de tabel                                  |                                                       |                                                                 |                                                          |
| 1. 2. 3. 4. 5. 6. 7. 8. 9. 10. 11. 12. 13. 14. 15. 16. 17. 18. 19. |                                                       |                                                                 |                                                          |